# Monarquía tradicional

Corona, institución fundamental en una Monarquía.

La monarquía tradicional se entiende como una monarquía regida por los principios del tradicionalismo o la tradición, en contraposición a las monarquías heterodoxas de tipo absolutista, constitucionalista o parlamentario, se trata de una monarquía confesional. La monarquía, entonces, significa la unificación de estos dos, el trono y el altar, en un sentido espiritual y moral.
Esto en base al legitimismo donde no solo debe ser por origen, sino también por ejercicio. Por otro lado, la doctrina se inspira en el ideal medieval de poder temperado. Por poder temperado se entiende como el poder que cualquiera que sea su denominación y su forma de legitimidad, está limitado por la constitución medieval. Por constitución medieval se entiende como ese conjunto de vínculos, convenciones, pacto, contratos, limites, reglas y relaciones entre hombres y cosa, que se dan en un lugar determinado y que cambian de lugar a lugar, que tienen su origen de forma factual, es decir, a través de la praxis social. En pocas palabras, es reputado por los medievales como un orden jurídico dado, preexistente a cualquier autoridad y al que el príncipe está llamado a garantizar (en contra al concepto moderno del contrato social).
Además, se enfatiza con el principio foral y el de subsidiariedad (resumida en la dicha de que: lo que puede hacer una entidad más pequeña, dentro de sus posibilidades, no lo haga una entidad más grande), haciendo que se delegue más poder en los Municipios, en lugar de concentrarse el poder en un Parlamento estatal, terminando así la corrupción del poder central, con todo lo que ella acarrea en el Estado unitario y centralista, que en el peor de los casos desemboque en totalitarismos. 
También está fuera de la doctrina monárquica tradicionalista la idea de que todo el gasto y finanzas de la Nación está en manos de los partidos políticos, los partidos en una Monarquía Tradicional pueden existir siempre y cuando se “auto-financien” y no tengan costos para los contribuyentes.

## Principios
Se puede resumir los principios de la Monarquía Tradicional en:
- Se dictan y respetan los fueros y autonomías locales de cada territorio, los cuales redundan en beneficio de los súbditos.
- Se convocan Cortes en las cuales el pueblo se halla representado al igual que el resto de los estamentos.
- La Monarquía, en tanto en cuanto es sucesoria, en teoría impide que lleguen al poder los irresponsables. Así pues, no se reina por interés sino por deber. Ese deber se asume desde el momento mismo del nacimiento, que consiste en formarse para gobernar como rey sabio y prudente que sabe escuchar y preocuparse de las necesidades de sus súbditos.
- Si un ministro, consejero o miembro de la nobleza no se comporta como no debiera, no gozaría del status, antes bien puede ser encarcelado, desterrado, sus bienes confiscados e, incluso, castigado con la pena máxima por alta traición, que en algunos casos puede ser la pena de muerte.
- El Rey rendirá cuentas ante Dios. En el caso católico, la Santa Sede vela por el cumplimiento de lo prescrito por la Divinidad.
- Los súbditos más pobres no deberían carecer nunca de lo necesario gracias a la obligación de dar limosna y a que se respetan las tierras del común. En ellas, el pueblo puede apacentar ganados, hacer leña y cazar.
- El pueblo vive en libertad gracias a los principios de la religión.
- Todos son iguales a los ojos de Dios.
- A mayor rango, más se exige de cada uno en cumplimiento a la Ética de las virtudes.
- El Rey no actúa según sus intereses personales, sino que ha sido educado para atender a los intereses de los demás, o es presionado a abdicar o incluso destituirle.

"No se trata, bien entendido, de identificar monarquía y absolutismo, pues desde el punto de vista de la filosofía social el absolutismo es incluso antecedente lógico de la democracia, en cuanto transfiere simplemente la soberanía del rey al pueblo, agudizando, eso sí, la secularización del
poder que ya había conocido aunque de manera más restringida el absolutismo monárquico. (...) Más aún, el gobierno monárquico –antes se apuntaba– es limitado, de hecho y en teoría, por las convivientes sociedades autónomas que cumplen sus fines propios dentro de la sociedad, y por los fueros que recogen sus libertades. Puede, incluso, «reunir en una carta general todas esas libertades concretas que constituyen en su conjunto el orden interno, consuetudinariamente vigente en el país, en el que quizá no queden en la práctica más que unas determinadas y muy reducidas funciones a la normal actividad del monarca» (...) La monarquía como forma política no es otra cosa que la continuidad de una sociedad, que está constituida por familias, a través de la continuidad de una familia, la familia real, que simboliza y actualiza la continuidad de todas y cada una de las familias y en la que –de alguna manera– participa la providencia ordenadora de Dios a través de ese orden que da continuidad"
Miguel Ayuso, Las Formas de Gobierno y sus Transformaciones

## Fundamentos

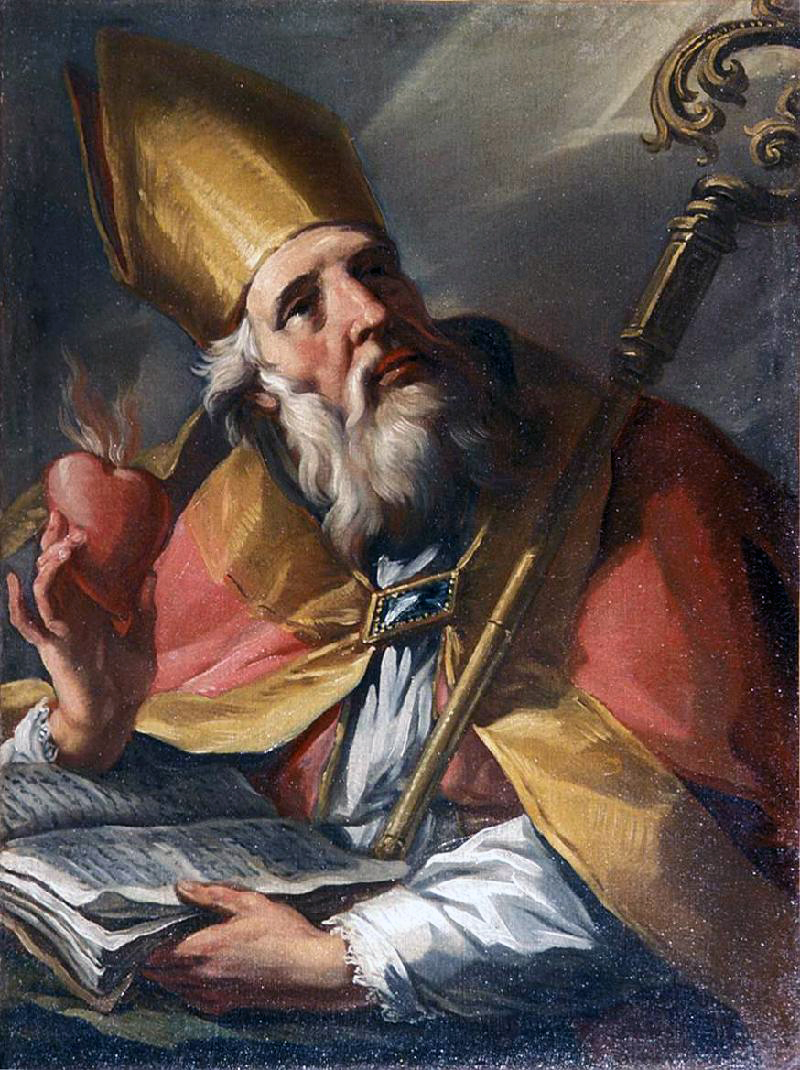
Agustín de Hipona

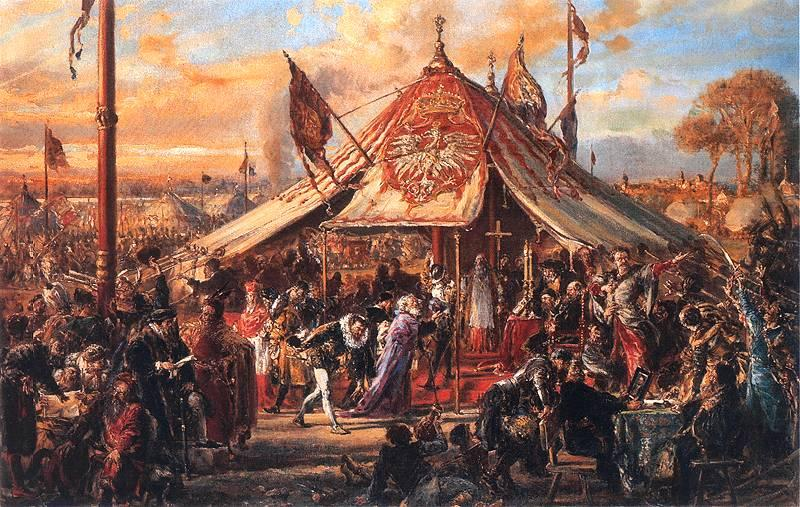
El poder de la República en su cenit. Libertad dorada, la Elección Real de 1573, de Jan Matejko. Hubo algunas monarquías tradicionales electivas como Polonia-Lituania, Venecia o Génova. Se basó principalmente en la filosofía de Aristóteles, la religión católica y la práctica aristocrática.

En la monarquía bajo una égida tradicional, el rey reina y gobierna, pero su poder está limitado por las asambleas - es decir, los tribunales, las asociaciones profesionales y el municipalismo - constituidas por representantes de los órganos intermediarios, de los grupos naturales que componen la Comunidad, que son responsables de la administración de los asuntos estatales. Por lo tanto, puede verse como un reino templado, aquel en el que la autoridad del monarca se limita a uno o más poderes, tenido por Santo Tomás de Aquino como el mejor entre las formas de gobierno.  Y como ese régimen político en el que existe la preocupación de que la sociedad se vea mejor representada también se llama monarquía representativa  y como tal también debe ser visto como una monarquía hereditaria,  en este sentido, como casi todos lo son (sin embargo, también podría haber monarquía electiva legitimada por una tradición de democracia de los nobles).
Así se conformó el ideario de monarquía tradicional: legitimidad dinástica, unidad religiosa (unidad católica en la mayoría de casos), monarquía federativa y misionera —en palabras de Francisco Elías de Tejada—, con derechos forales de las regiones. Su lema era «Dios, Patria, Rey». Con una defensa una política de defensa de la tradición medieval influenciada en el pensamiento de Jaime Balmes.
La conciencia imperial misma implica necesariamente los fundamentos monárquicos del sistema estatal. A partir de esto, como una especie de subconjunto, la monarquía debe contener también las ideas que enriquecen el pensamiento imperial. “El ethos imperial contiene las virtudes del servicio, el coraje, el deber, el honor, la moderación, el compromiso y la lealtad. El habito de la deliberación, la iniciativa, la responsabilidad, el espíritu de equipo y la conquista del liderazgo. El espíritu imperial es el espíritu del caballero".
En cuanto a la representación en Cortes, piden una representación corporativa, no individualista como la del régimen parlamentario. Las Cortes tradicionales deberían ser la representación de las clases, los gremios y corporaciones, con mandato imperativo. Los carlistas defendían la expansión del principio foral a toda España y la subordinación del poder político a la autoridad de la Iglesia en lo relacionado con la religión y la moral (defendiendo el Estado confesional).
Para la monarquía tradicional es importante que la realización de una civilización esté determinada por la existencia de individuos que, por su autoridad nacida o adquirida con ellos, encarnan la realidad de un poder espiritual superior en el orden mundano. Para ello, la aristocracia, la élite intelectual líder de la nación, la capa portadora de cultura, actúa esencialmente como un puente que conecta las ideas espirituales más elevadas con la sociedad (algo similar la elite de intelectuales que propuso Platón con la Sofocracia). Son los mediadores de la voluntad de Dios. Su trabajo es cumplir aproximadamente con la vida que está “más allá de la vida” para salvaguardar a sus súbditos y reaccionar contra quienes atentan contra este orden natural, por lo que es notorio que en cada orden social tradicional, sea cristiano como la Monarquía Hispánica o no cristiano como el Imperio incaico o Al-Ándalus, exista una estrecha cooperación entre el reino y la institución religiosa, como la iglesia católica, las huacas o las mezquitas, donde los sacerdotes forman los cimientos espirituales y morales del sistema de la ley y el rey, y la élite política es la que dirige la nación como sus cumplidores políticos, una elite que debe estar comprometida con sus responsabilidades que fundamentan los privilegios obtenidos, los cuales se perderían al corromperse el aristocrata ante la falta de legitimidad de ejercicio (indispensable para el cumplimiento de sus obligaciones de un noble con Dios y su patria) y evitándose que la elite degenere en oligarquía, puesto que los nobles son reconocidos por los servicios que han prestado al pueblo.

## Características

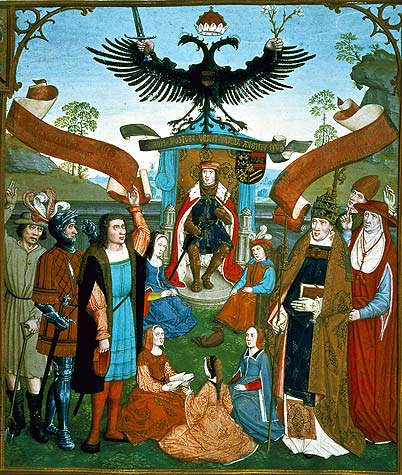
Los estados rinden homenaje al Kaiser Maximiliano I, de Petrus Almaire. No se trata de representar un homenaje real (el Papa en el primer plano de la derecha nunca habría rendido homenaje al emperador), sino una visualización de las concepciones imperiales de poder en la sociedad tradicional de corte estamental, están todas las clases representadas, desde el campesinado hasta el clero.

En el espíritu de la doctrina social de la iglesia católica, influyente en el idearía la monarquía tradicional, la igualdad de oportunidades está basada en el ideal de justicia social y no por un pensamiento igualitario de izquierda que violaría la naturaleza humana, buscando así una meritocracia que preserva el orden natural de la jerarquía, pero con suficiente esfuerzo social. La subordinación del sistema jerárquico, por lo tanto, permanece naturalmente, pero junto con el ideal de mérito, crea un sistema donde el desempeño, el talento y la diligencia crean una estructura jerárquica interoperable acorde con las habilidades humanas, que se adquiere de forma orgánica, basada en el mérito, lo cual no significa, un cierre político como en el feudalismo, ni económico como el capitalismo, sino una libertad real basada en el orden de la naturaleza donde el objetivo es que, la monarquía al reconocer y dominar la naturaleza espiritual del hombre, una persona pueda confiar en los miembros de la comunidad social, desarrollar sus habilidades inherentes y así ayudarse mutuamente a ascender en la escalera de la pirámide social, todo en la primacía espiritual, moral y material de la nación, cuya jerarquía este impregnada de pensamiento social, algo que fundamentaría el ideario mellista del "sociedalismo".
Esto se complementa con la noción de soberanía social. Para la monarquía tradicional, el principio de las nacionalidades y la soberanía nacional se impuso en la modernidad contra la común lealtad a un Monarca supranacional que representa la universalidad cristiana más allá de las fronteras de cada pueblo y nación, poniéndolos en oposición a la ideología del Nacionalismo, al que pensadores monárquicos tradicionales como Charles Maurras acusaban de "nacionalitarismo".
El pensador político español del siglo XIX, Vázquez de Mella, doctrinaba que la monarquía tradicional, con los consejos, comunidades y cofradías, las Juntas forales y Diputaciones, los Tribunales de los diferentes reinos, provincias y terratenientes, constituía el “organismo tradicional sobre el suelo de la patria levantaba las generaciones”. Apoyado por la Tradición, “que es el sufragio universal de los siglos”.
Esto estaba en vigor en la "España y Portugal de las Cortes", la "Francia de los Estados Generales ", la "Inglaterra del parlamento"  y la "Alemania de la Dieta ". Durante la monarquía representativa de la finca, los cuerpos representativos de la finca incluían representantes del clero, señores feudales seculares, gente del pueblo (comerciantes, artesanos). Estos órganos fueron: en Suecia, el Riksdag (desde 1434 ); en Dinamarca-Noruega  - la Rigsdag ( 1468 - 1660 ); en Polonia-Lituania, el Sejm (desde el 14 hasta el siglo 15), en Hungría el Cómite y otros. Los órganos de representación de la hacienda fueron convocados por los monarcas para aprobar sus políticas en los poderes públicos más importantes.
La relación entre monarquía tradicional y dictadura se puede resumir en la frase de Luis Hernando de Larramendi: "La dictadura no la ha inventado ningún Papa, ningún Rey, ningún cuerpo social natural. La dictadura es invención democrática. [...] Como la democracia no sirve para gobernar, para los momentos difíciles, en que algún principio de eficacia es indispensable, porque las circunstancias no dan tregua, no esperan; se inventó la dictadura. En la Roma demagógica se instituyó con carácter legal. Todas las llamadas constituciones democráticas del siglo XIX y del siglo XX tienen la institución de la dictadura legal: eso que se llama suspensión de las garantías constitucionales."

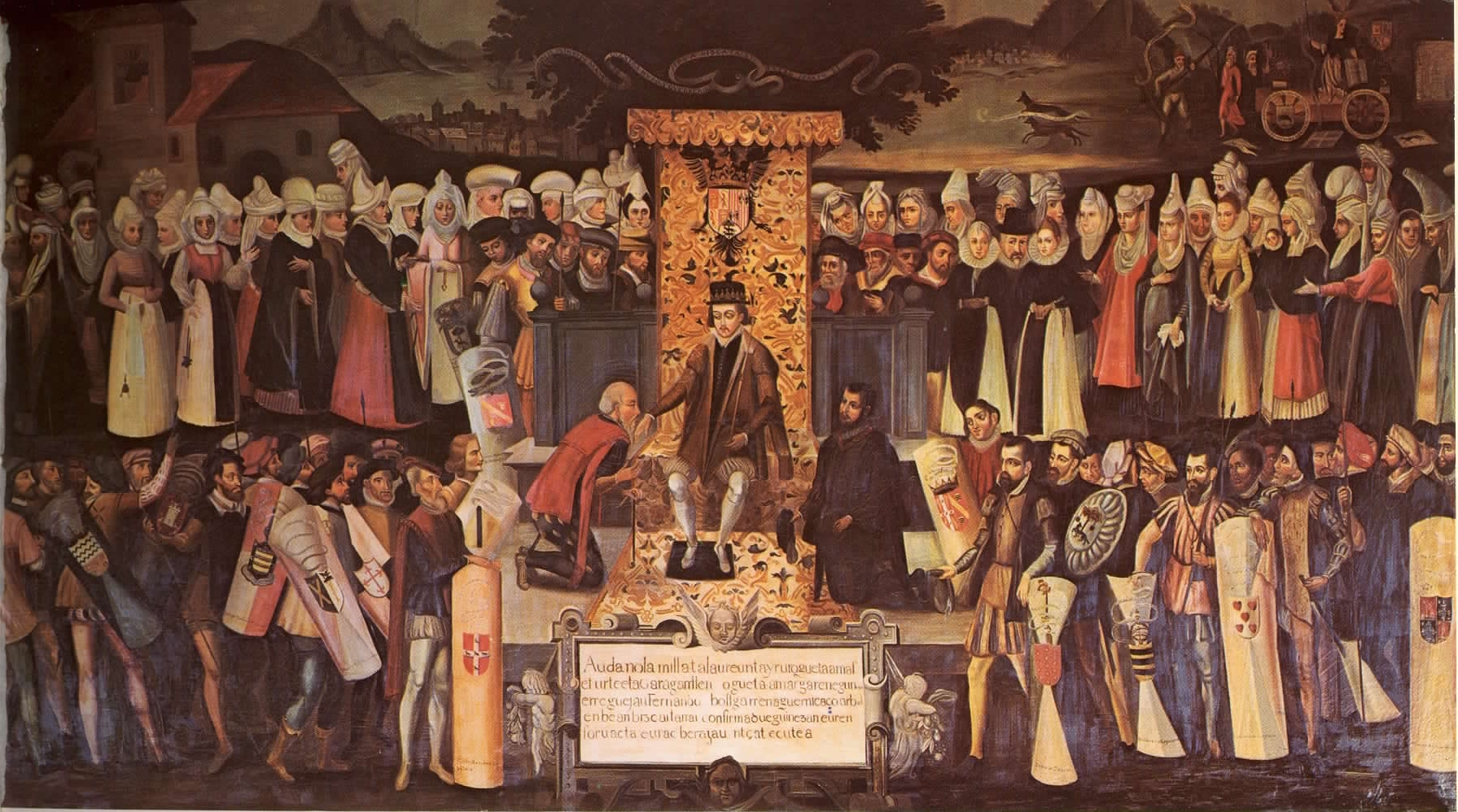
Fernando el Católico confirma los fueros de Vizcaya en Guernica en 1476. Predominantes en España, Portugal y partes de Francia, su equivalente a los fueros sería el Custumalde la Inglaterra medieval.

El federalismo, en su noción tradicional, a partir de realidades concretas diferentes, favorecía la creación natural de un tejido de “jerarquía social” (familias, corporaciones, municipios, etc) que, en volandas de una fe común, tenía una vocación ascendente hacia la unidad. En cambio, el federalismo moderno es visto como su antípoda, pues destruiría la concreta “jerarquía social” (y todas sus instituciones nacidas desde abajo) y la sustituiría por abstractas “identidades nacionales” orquestadas a través de partidos políticos, que acrecientan su poder e influencia destruyendo todas aquellas instituciones que favorecerían la jerarquía social vertebradora, construyendo en el proceso entes artificiosos pidiendo autonomismo, con el único objetivo de crear centros de poder que les permitan alejarse de la Monarquía; algunos también vieron la autonomía de Cataluña o País Vasco en España con las cartas autonómicas como anti-foral, porque los fueros eran específicos de la provincia, criticando la praxis actual de la autonomía como cada vez más infectada con la mentalidad racionalista y el derecho positivo. Este federalismo liberal sólo produciría un conjunto de centralismos disgregadores antitéticos con la Monarquía Tradicional, el cual pudiera incentivar el separatismo, claramente incompatible con la legitimidad, como el Independentismo catalán.
Ante todo ello, se hace precisa una aclaración sobre el término federativo, que no es federal, sino foral. El Estado federal no dejaría de ser una forma de Estado a superar, mientras que el principio foral es el de la tradición monárquica. Y siendo representativa porque el modo de gobernación de las Monarquías Tradicionales dieron particular peso a las Cortes, para votar los tributos y aprobar las leyes fundamentales.
Algo que caló en propuestas de economía heterodoxa como el Distributismo, formulado por los monárquicos católicos ingleses de G. K. Chesterton y Hilaire Belloc, siempre y cuando no sea bajo una Revolución comunista, al cual que ven su deseo de abolir la propiedad privada por medio del estado como un atentado al Destino universal de los bienes, donde la Dictadura del proletariado es contrario a los derechos naturales que tiene una Aristocracia con la soberanía social.
El sistema económico de una Monarquía tradicional tendría entonces estas características, las más importantes de las cuales son:
1. Combinar el interés público y privado, siempre destinados al bien común.
2. Integración entre la satisfacción de los aspectos físicos y morales.
3. Reconocimiento de la propiedad pública y privada, pero con énfasis en la familia como unidad y no el individuo.
4. Respaldo de la libertad económica, pero disciplinada en límites morales y regulada estatalmente solo en circunstancias practicas.
5. Economía no basada en intereses, con consecuente rechazo a la usura.
6. Economía ética y co-operación entre las clases sociales (rey, clero, aristocracia, trabajadores, campesinos, empresarios, etc).

## Historia

### Desarrollo de la Monarquía Tradicional
La forma de gobierno que concentra los poderes del Estado en un solo monarca han sido propuestos desde la Antigüedad, pero la noción cristiana tradicional de que la monarquía termine enlazando la universalidad con la unidad, como el gobierno de la Iglesia, fundado por el Hijo de Dios; y el de Saul, primer monarca nombrado por el mismo Rey de los reyes, surge en Occidente cuando la monarquía pura es moderada por la ley fundamental. Los antecedentes de la monarquía tradicional cristiana, puede remontarse a finales del siglo V, momento en que la relación entre los dos poderes aparece definida en la forma de la Doctrina de las dos espadas por el papa Gelasio I en su carta al emperador de Oriente Anastasio I, en la que se formaliza la teoría de la supremacía del poder espiritual (el Papa) sobre el temporal (el emperador -bizantino o germánico- y por consecuencia, los monarcas). Los Papas de Roma, debido a la lejanía del poder imperial (radicado en Constantinopla desde las reformas de Constantino -siglo IV- y que incluso buscó la ubicación de Rávena -en Italia, pero distanciada de Roma- en determinados periodos en que se constituía el Imperio de Occidente) empezaron a perfilar la doctrina de la delimitación de dos poderes, no autónomos, sino coordinados: el espiritual para el Papa y el temporal -subordinado- para el Emperador. Gelasio advierte a Anastasio de que Roma (es decir, el Papa como cabeza de la Iglesia) puede juzgar a los obispos y patriarcas, sin necesidad de que ningún concilio lo autorice; y de que sus sentencias son inapelables. Aunque reconoce que ambas potestades son las encargadas de regir al pueblo de Dios, argumenta que la carga que pesa sobre los sacerdotes es mayor en cuanto que ellos deben responder también en el juicio de Dios por las almas de los reyes. De esta forma se pusieron los cimientos de una doctrina que, en Occidente, justificaba genéricamente la pretensión pontificia de disputar al emperador el dominium mundi entre ambos poderes universales, además de utilizarse en conflictos puntuales como la querella de las investiduras; mientras que en Oriente la mayor presencia política de la figura imperial otorgó un mayor espacio al cesaropapismo que a la teocracia, aunque tampoco exento de graves conflictos (querella iconoclasta y el cisma de Oriente).

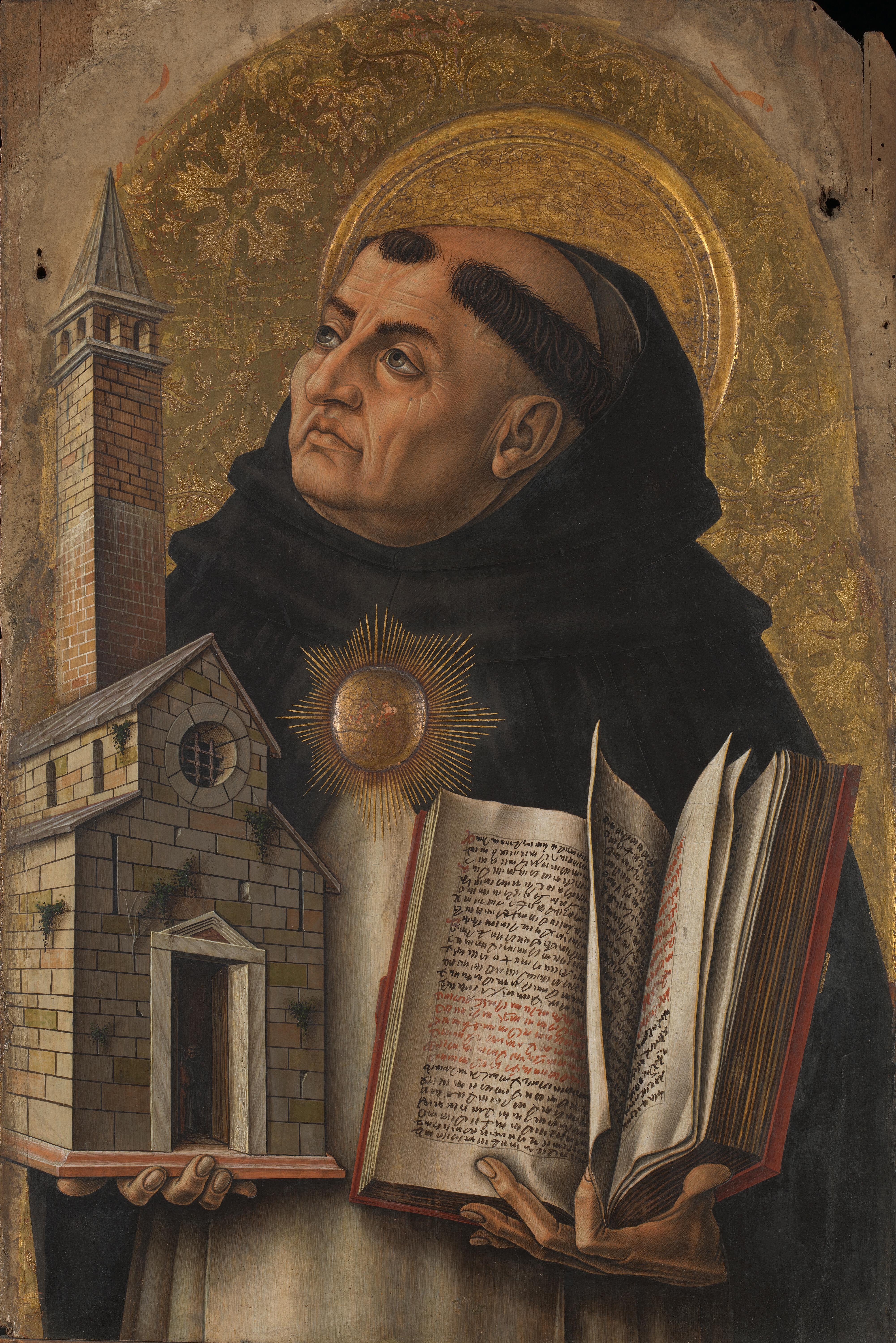
Santo Tomas de Aquino

### Hegemonía de las Monarquías Tradicionales

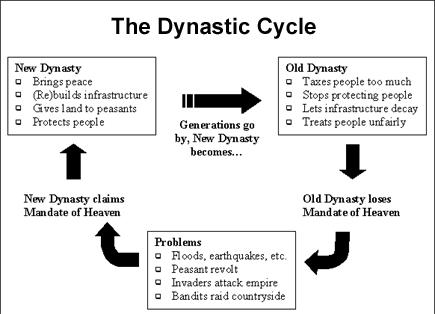
Un breve diagrama de flujo que representa el flujo de auctoritas en la transferencia del Mandato del Cielo en la transición de los ciclos dinásticos.

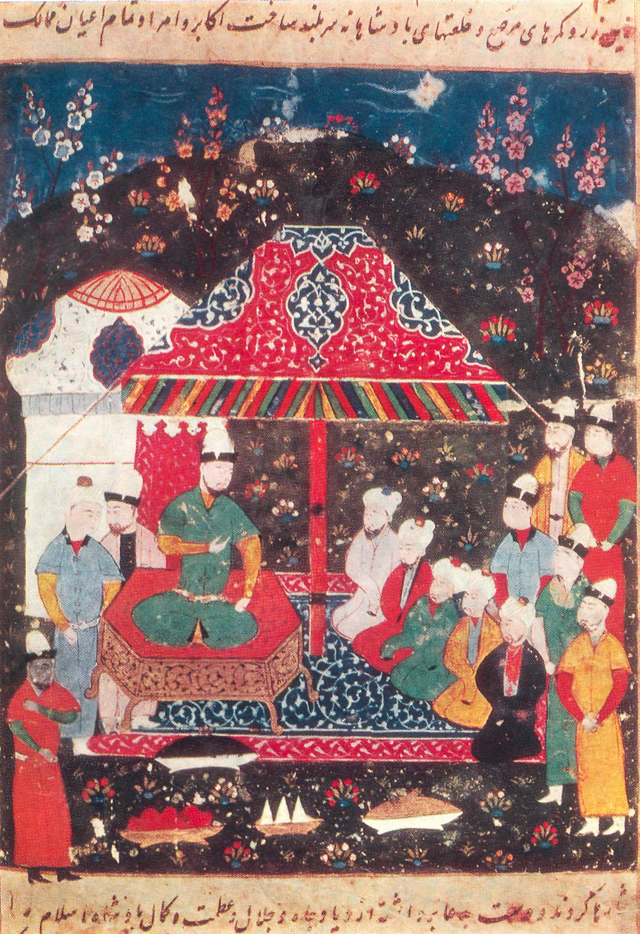
ilustración de Ghazan Kan, una figura histórica del Imperio mongol severamente reprendida por Ibn Taymiyyah, principalmente debido a su constante estado de hostilidad hacia los mamelucos de Egipto.

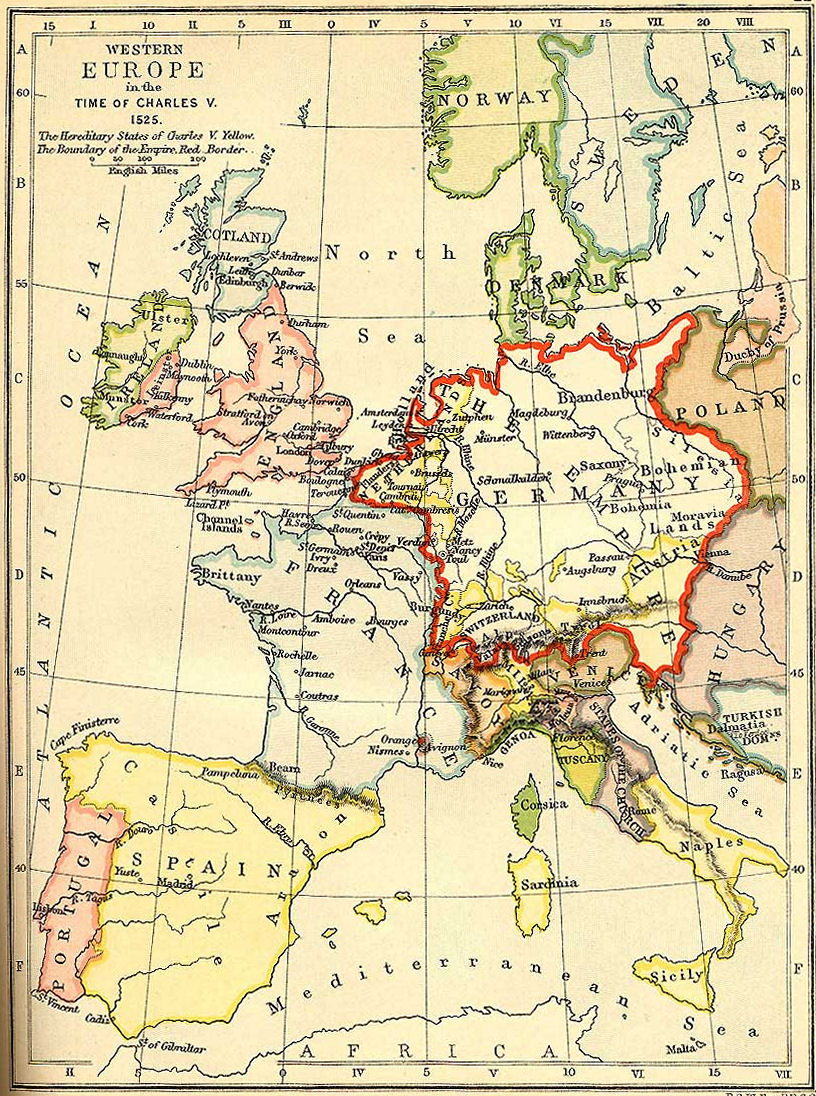
El mapa político de Europa occidental, en tiempos de Carlos V (1525), dibuja claramente los primeros estados-nación que han desarrollado monarquías autoritarias: Portugal, Francia, Inglaterra, España, incluida en el Imperio de Carlos V. Las monarquías escandinavas se están asentando. Europa Central y Oriental no tienen unidades políticas de dimensiones comparables, a excepción de Polonia.
La Monarquía Tradicional en España irá definiendo su personalidad más acusadamente desde el reinado Felipe II. Sin embargo, cuando la monarquía sea excesivamente poderosa, la institución parlamentaria dejará de ser necesaria para un Rey, dejar de convocar Cortes es síntoma inequívoco de que la decadencia de la monarquía tradicional comienza, marcado en España y Francia con los Borbones, ya con monarquía absoluta. Por otro lado, que el Parlamento se convierta en un contrapoder absoluto al trono deriva en que la monarquía tradicional decaiga en una monarquía parlamentaria, establecido en Reino Unido con la Revolución inglesa. En ambos casos se da la consolidación del estado moderno. Además, si el monarca no alcanza fuerza suficiente, el pactismo y el mantenimiento de los privilegios feudales (estamentales y locales) será lo determinantes (como en el Sacro Imperio Romano Germánico)

La monarquía feudal (una etapa prototipo de la monarquía tradicional en su contexto histórico) se caracterizaba por una relación intermediada del rey con sus vasallos, a través de la red de relaciones feudo-vasalláticas, lo que daba a este muy poco poder por sí mismo, la configuración de una Monarquía Tradicional a partir de la Baja Edad Media fue incrementando el poder del rey, siempre en equilibrio con los estamentos representados en las instituciones parlamentarias para proteger a los cuerpos intermedios, a este suceso se suele categorizar en la historiografía moderna como monarquía autoritaria (noción que no se considera como representante de un sistema político plenamente articulado y definido con validez general), su propia naturaleza hace de las "monarquías autoritarias" una forma de transición, aunque muy prolongada en el tiempo, entre el concepto de monarquía feudal (con un poder que solo proviene del cumplimiento de las obligaciones de lealtad de la nobleza, cuyo control es problemático, y que genera poder para extenderse hacia abajo y someterse a la prelación de Papas y emperadores); y el de la monarquía absoluta (que no reconoce superiores ni comparte el poder con los súbditos), dando pie a la hegemonía de la Monarquías Tradicionales en Europa Occidental hasta el Antiguo Régimen.
La historia de Europa occidental en los siglos XIII, XIV y, en parte, XV dio ejemplos clásicos de la monarquía tradicional cristiana:
En España, Inglaterra, Alemania, Francia, las monarquías representativas del estado surgieron justo cuando el sistema feudal estaba en declive. Las instituciones representativas de los estados aquí presentaban claros rasgos de proximidad cronológica a la era feudal. El rasgo más característico en este sentido es el origen mismo de la composición de las asambleas representativas del estado, especialmente al inicio del período, es decir, en el siglo XIII: estas asambleas no eran diputados, no representantes electos de los señores feudales, el clero, las ciudades, sino todos los señores feudales, todos los clérigos vinculados por relación de vasallo con la corona, así como con los funcionarios de la ciudad (ya sea un alcalde, o están con su propia secretaría, o una secretaría). Estos últimos participaron en el encuentro como representantes del autogobierno, como contratistas reales, como una de las dos partes contratantes, señaladas en la carta comunal de su ciudad. Solo aquellos que pudieran indicar alguna relación directa con el rey tenían derecho a discutir asuntos públicos con el Rey. Arzobispos, obispos, abades, los monasterios independientes eran vasallos reales, y todos tenían derecho a un lugar en las instituciones representativas del estado; los sacerdotes rurales (y en la gran mayoría urbanos), los misioneros, los abades de los monasterios sin tierra no estaban conectados de ninguna manera con el poder real, y nunca participaban en estas reuniones. Los señores feudales seculares, tanto pequeños como grandes, consideraban que el rey era el señor supremo de sus tierras, y todos podían aparecer en la asamblea; por el contrario, los caballeros sin hogar, aunque su origen feudal estaba firmemente establecido, no podían tener nada que ver con la asamblea. Finalmente, las ciudades solo enviaban a sus representantes si disfrutaban de la libertad comunal, si tenían tiempo para abastecerse de una carta de autogobierno del rey. La idea legal estatal de las instituciones representativas del estado era que los asuntos del estado debían regirse por una voluntad común que gobernara todo el territorio sin atentar la soberanía del rey. Pero dado que, según la ley feudal, las partículas de esta voluntad fueron cedidas por el soberano a: 1) a sus vasallos, que usan el poder en sus propiedades, y 2) a las ciudades que recibieron el autogobierno. Entonces para que la voluntad sea verdaderamente común, el soberano debía reunir a su alrededor a todos los porteadores y representantes de las autoridades, es decir, todos los vasallos y ciudades autónomas. Tal conjunto de todas las autoridades estamentales era la asamblea de representantes de la propiedad, presidida por el rey, al principio, es decir, en el siglo XIII. Posteriormente, el principio electoral comenzó a abrirse paso en los Landtags alemanes en los Estados Generales franceses. En primer lugar, este principio se reflejó en la representación de las ciudades: en lugar de autoridades de la ciudad, comenzaron a aparecer diputados electos de la ciudad en reuniones especialmente para este propósito. Sin embargo, pronto se susitaron defectos en este metodo de representación, por ejemplo, en Hungría (en la era de Luis el Grande, en el siglo XIV), los nobles, apareciendo en las reuniones de la Komitat en gran número, complicaron tanto el papeleo que fue necesario prescribir que no todos los nobles, pero solo sus suplentes, deben venir de ahora en adelante. Por otras razones (y más a menudo sin razones claramente susceptibles de rendición de cuentas), se produjeron los mismos cambios en las Landtags alemanas y en los Estados Generales. Aún así, en el parlamento inglés, la existencia del principio electoral (junto con el principio personal en la Cámara Alta) se puede comprobar desde los primeros tiempos de su existencia. El destino de las instituciones representativas de las clases en varios países europeos es muy variado. Podemos decir que solo un rasgo común los caracteriza: aproximadamente el mismo tiempo de nacimiento. En todos los demás aspectos, desde sus derechos políticos hasta su historia, se parecen poco entre sí (explicado en las particularidades de la tradición de cada reino). En España, donde (de hecho, en Castilla y Aragón) las instituciones representativas del Estado (las Cortes) ya estaban en su mejor momento en el siglo XII, es decir, algo antes que en otros lugares, se persuadieron del derecho a la resistencia legal por la fuerza, en caso de violación por parte del rey de los derechos y privilegios patrimoniales. Ni los Estados Generales franceses ni los Landtags alemanes tenían tal derecho a la resistencia armada, pero sí el parlamento inglés y las asambleas estatales húngaras (Komitats).

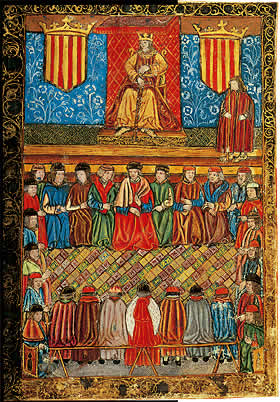
Cortes Catalanas, rasgo distintivo de la Monarquía Tradicional Española

En el Reino de Portugal, la Monarquía Tradicional nació justo en su fundación, en la época de su primer rey, y solo fue interrumpido por primera vez en la Dinastía Filipina, como refiere Alfredo Pimenta, para reiniciarse en 1640. En ese momento, según António Sardinha, fue su punto culminante que sucedió en el período de la Restauración de la Independencia de Portugal, no fue apoyado por uno de sus principales mentores sino por el principal, el el prestidigitador João Pinto Ribeiro, que proclamó que la monarquía vale "en virtud de lo propio, independientemente de la figura que lo encarne ”,  alejándose  del absolutismo que solo surgió un siglo después en Portugal con el gobierno de José I, en manos del Marquês de Pombal.
La configuración de una Monarquía Tradicional, tal como se recuerdan, es a partir de la Baja Edad Media en España, aún así, tras la unión de Castilla y Aragón, se fue incrementando el poder del rey, siempre en equilibrio con los estamentos representados en las instituciones parlamentarias, que en España se denominaron Cortes (nobleza, clero y tercer estado -limitado a las ciudades, con presencia de una burguesía más o menos débil o pujante y un patriciado urbano ennoblecido-); mientras que la existencia de privilegios personales, familiares, estamentales, institucionales y locales (fueros y cartas pueblas de ciudades o territorios más amplios) hacían muy dispersa la acción del poder central, que ni siquiera se establecía en una capital política o corte permanente, sino que debía marcar su presencia física por todo el territorio mediante la corte itinerante.
Con más dificultades podría considerarse también a los dominios de Maximiliano I de Habsburgo como una monarquía autoritaria en el SIRG, que si se ha de esperar a una definición territorial de sus dominios, de hecho no se producirá nunca una monarquía autoritaria, sin embargo, termino siendo la alianza con la Iglesia Católica y el respeto de las peculiaridades locales (características de la Monarquía Tradicional) uno de los rasgos mas importantes de la dinastía Habsburgo en sus dominios, tanto en los Habsburgo de Madrid (Casa de Austria) como en los Habsburgo de Viena, incluso tras la decadencia de la doctrina de las dos espadas y cuando estos ya pudieron considerarse absolutistas en el siglo XIX (el Imperio austrohúngaro sobrevivió como un estado multinacional hasta 1918).
Pruebas del rechazo al absolutismo en las monarquías de la época pueden notarse en un episodio que uno de sus valiosos recuerdos evoca D. Eduardo de Hinojosa. Fue en el reinado de Felipe II. En presencia del soberano, un famoso predicador había afirmado desde el púlpito hacia abajo, "que los Reyes tienen poder absoluto sobre las personas de sus vasallos y sobre sus bienes". El Santo Oficio lo demandó por ello, obligándolo a retratarse en el mismo púlpito, con la expresa declaración de que sus palabras estaban equivocadas y que, a la inversa y según la instrucción literal de los teólogos inquisitoriales, "los Reyes no tienen más poder sobre sus vasallos de lo que se les permiten por los derechos divinos y humanos - y no por su libertad y voluntad absoluta".
También, pueden definirse como autoritarias las monarquías escandinavas, ya bien entrado el siglo XVI.
En cambio, no consiguió conformarse como monarquía autoritaria la poderosa dinastía Jagellón polaca, sin embargo la Monarquía Tradicional en Polonia tuvo su propia peculiaridad de ser una Monarquía electiva con una tradición de Libertad Dorada para la aristocracia (szlachta), el cual tenía poder por sobre el Rey de Polonia y Gran duque de Lituania, mismo el cual era elegido entre distintas dinastías por medio de una democracia de los nobles, Polonia en los siglos XVI y XVII, como España, resistió las corrientes secularistas y anti-tradicionalistas que barrían Europa en ese momento. En el caso de Polonia, incluso más tarde se intentó llamarlo una "anomalía polaca", lo que significa que en Polonia nunca existió el absolutismo moderno, ni en la forma de "despotismo" clásico "o" ilustrado "(despotismo ilustrado). En lugar del absolutismo en Polonia, desde finales de la Edad Media, se formó la Rzeczpospolita (Res Publica), la "monarquía republicana de la nación polaca". La doctrina política de la Mancomunidad Polaco-Lituana era: «Nuestro Estado es una república bajo la presidencia del rey». en la que el poder supremo era el Gran Sejm, compuesto por tres "sejm estamentales" : el rey (elegido desde 1572), el Senado aristocrático y la "Caballería", es decir, la nobleza, de la Cámara de Diputados. La esencia del antiguo sistema polaco fue también un extenso autogobierno territorial (de la tierra), análogo al foralismo español. Al mismo tiempo que el defensor de la "monarquía limitada", la monarquía mixta continuó sin cambios en Polonia. El autor de la obra De optimo senatore - Wawrzyniec Goślicki (1530-1607), famoso en toda la Europa del Renacimiento, después de demostrar que el sistema de la monarquía tradicional polaca era un ejemplo modelo de régimen commixtum, concluyó con orgullo: "En resumen, los polacos tienen un rey como Platón, Aristóteles, Jenofonte y toda una hueste de filósofos y legisladores se imaginaban a sí mismos como gobernantes de un estado perfecto y de lo que la naturaleza y Dios mismo desean”
El caso del Zarato ruso, que comienza a formarse como imperio con Ivan IV el Terrible y terminará dando origen al sistema político de la autocracia (similar, pero distinto al absolutismo), responde a una base socioeconómica totalmente diferente, con campesinos sujetos a servidumbre, unas poderosísimas alta nobleza y alto clero terratenientes, y un papel marginal de las ciudades y la burguesía. Los historiadores de Moscú han encontrado autócratas rusos en el pasado distante, comenzando con San Vladimir y Vladimir Monomakh, su poder autocrático fue declarado otorgado por el Imperio bizantino, y su árbol genealógico se derivó del romano César Augusto. El concepto de autócrata en relación con los gobernantes de Moscú se utilizó por primera vez bajo el Gran Duque de Moscú Iván III, quien a veces comenzó a usar el título "Señor y autócrata de toda Rusia" (junto con el ex "gobernante de toda Rusia", utilizado por Dmitry Shemyaka y Basilo "el oscuro") después de su matrimonio con la sobrina del Emperador Bizantino Constantino XI (el ultimo), Sophia Palaeologus, que dio lugar a reclamos sobre la continuidad de la herencia romana del estado ruso como Tercera Roma. Desde que se independizó de los khans de la Horda, en relaciones con otros soberanos, Ivan III comenzó a combinar el título de zar con el título de autócrata. Al mismo tiempo, durante la época de Iván III, este concepto de autocrata se utilizó únicamente para enfatizar la soberanía externa del soberano (independencia de cualquier otro gobernante), ya que era un papel de calco eslavo de uno de los títulos del emperador bizantino: Griego. αυτοκράτορ, literalmente "él se gobierna a sí mismo", "él mismo tiene el poder". Así, inicialmente un zar autócrata se entendían como un gobernante independiente de cualquier poder externo, sin rendir tributo ni vasallaje a nadie, es decir, ser un soberano. Sin embargo, ya bajo Iván el Terrible, debido a la centralización del poder y la disminución de los poderes de la aristocracia, la autocracia comenzó a usarse también para designar el poder interno ilimitado. 
A pesar de ello, en Rusia, la monarquía tradicional o representativa tomó forma en gran medida en el siglo XVI durante el reinado de Iván IV el Terrible. El evento que realmente dio forma a la monarquía representativa del estado en Rusia puede considerarse la convocatoria del Zemsky Sobor en 1549, aunque el primer caso de la convocatoria del consejo con la participación de varios estados se mencionó por primera vez en 1211 en relación con el tema de la sucesión al trono en el principado de Vladimir-Súzdal (el gran duque Vsevolod convocó a todos sus boyardos de ciudades y volosts y al obispo Juan, abades, sacerdotes, comerciantes, nobles y todo el pueblo ). La era de la monarquía estatal-representativa en Rusia termina con la transición al absolutismo como consecuencia de las reformas de Pedro I.
Desde la época de Pedro el grande, el concepto de "autocracia" se ha ido identificando cada vez más con el concepto europeo de "absolutismo" (no utilizado en Rusia). Así, en el Reglamento Espiritual, redactado por Feofan Prokopovich y que recibió fuerza de ley el 25 de enero de 1721, se decía: "El poder de los monarcas es el poder autocrático, que Dios mismo ordena para la conciencia". Con la introducción del término "estado soberano", el concepto de "autocracia" finalmente se redujo para designar el poder interno ilimitado del emperador, basado en la teoría de su origen divino. Las últimas menciones del término "autocracia" en el sentido de "soberanía" se refieren al período del reinado de la emperatriz Catalina II. En particular, Speransky señaló que en el Código de Leyes "autocracia" se usa con dos significados diferentes: uno indica la independencia internacional externa, el otro indica el poder interno ilimitado del monarca. A principios del siglo XX, surgieron teorías que divorciaron los conceptos de "autocracia" y "absolutismo". Al mismo tiempo, los pensadores eslavofilos se apoyaban en la autocracia pre-petrina, en la que, en su opinión, se realizaba la unidad orgánica del soberano con el pueblo, mientras que veían al zarato pos-petrino como una forma burocrática y degenerada de monarquía ante la influencia del absolutismo. Los intelectuales conservadores (por ejemplo, Lev Tikhomirov) creían que en la Rusia post-petrina, el poder autocrático del monarca difiere del absolutismo, aunque adoptó algunos de sus elementos. Los pensadores liberales moderados contrastaron la autocracia pre-petrina, basada en la idea del poder divino, con las formas petrina y pos-petrina basadas, desde su punto de vista, en la idea del bien común. Kostomarov dedicó una monografía especial al desarrollo de esta posición, en la que argumentó que el poder de los soberanos de Moscú era un reemplazo completo del despotismo del khan. Al mismo tiempo, sin embargo, Kostomarov admitió que en el siglo XIV, con la destrucción de la herencia en Rusia, parecería que debería haberse desarrollado una monarquía tradicional en la que el poder del monarca se compartiría con los boyardos (la aristocracia). Esto no sucedió y el poder aumentó hasta la autocracia total, gracias al egoísmo y la falta de cohesión entre los boyardos durante el Periodo Tumultuoso. Desde este punto de vista, los boyardos son una fuerza que se opone a las aspiraciones comunes del pueblo y del príncipe, una fuerza sediciosa que muy a menudo viola la paz. Pero desde la época de Pogodin, se ha establecido una visión diferente del papel histórico de los boyardos, según la cual los boyardosno eran en absoluto enemigos de la unificación, sino asistentes activos de los príncipes de Moscú. Los trabajos de los profesores Klyuchevsky y Sergeevich están dedicados a esclarecer el papel histórico de los boyardos. Lo que Kostomarov pensó que era posible, es decir, el surgimiento en Rusia de una monarquía tradicional limitada por el gobierno de los boyardos, que en opinión de Klyuchevsky, resulta ser una realidad histórica, o al menos en gran medida. La Rusia moscovita resulta no ser tan ilimitadamente autocrática como se pensaba anteriormente, sino más bien monárquica-boyar, ya que el rey de toda Rusia no gobierna la tierra individualmente, sino a través y con la ayuda de la aristocracia boyar: casos individuales de enfrentamientos entre el monarca y esta aristocracia se citan incluso los intentos de limitar los poderes de los autócratas de Moscú.

### Decadencia de las Monarquías Tradicionales
"El mecanicismo que Lutero produce en las conciencias y el mecanicismo que Maquiavelo traslada a las conductas, es nuevo mecanicismo en la política cuando Jean Bodin seculariza el poder en su teoría de la «souveraineté». Para acabar con las pugnas entre católicos y protestantes en Francia surge un tercer partido, el de los «políticos», que proclama la neutralización del poder real separándose de cualquier contenido religioso y, por ende, la posibilidad de obedecer a un príncipe sin tener en cuenta a Dios, en relación directa y neutra del súbdito con el soberano. Como semejante corriente, defendida en Les six livres de la République, recogía la herencia absolutista de la escuela de Toulouse, degeneró en absolutismo”
Elías de Tejada, Qué es el Carlismo

La relación entre el poder del Estado y el de las instituciones religiosas (no solo cristianas) siempre había sido problemática. Por un lado, está el Estado que muchas veces quiso dominar (interfiriendo en ellas) y explotar las instituciones religiosas en su propio beneficio; por otro, están las iglesias que muchas veces han querido dominar y condicionar la vida política y social, alegando tener, en este sentido, un derecho divino sobre ella, en la Monarquía Tradicional prevaleció la concepción jerárquica eclesiástica que sostenía que Dios, a través de la Iglesia, gobernaba el mundo, ejerciendo dominio sobre todos los ámbitos de la cultura. Bajo esta enseñanza, la Iglesia regulaba las artes, la agricultura, el gobierno, la familia, las corporaciones profesionales y el sistema educativo. En el ámbito de la familia, era la Iglesia la que gestionaba y supervisaba, por ejemplo, el matrimonio, la procreación y la sexualidad. En el ámbito educativo, cada una de las universidades más importantes ha sido creada y apoyada por la Iglesia. Durante el Renacimiento, el surgimiento de una cosmovisión secularista acompañó el surgimiento de una clase de comerciantes adinerados, en la que buscaban que la cultura se debe emancipar del condicionamiento de la Iglesia. Algunos comerciantes se convirtieron en mecenas de las artes, independientes de la iglesia (pues hasta ese momento eran alentados por el principal mecenas de las artes, la Iglesia). El protestantismo luego hizo que el gobierno civil, las artes, la familia, la educación y la economía estuvieran oficialmente libres del control eclesiástico. Mientras que el protestantismo mantuvo una visión de la vida completamente holística a diferencia del eclesiástico, la Ilustración secular posterior buscó librar a la sociedad de la religión por completo. Todo ello en contraposición a una forma de monarquía tradicional que asume que Dios gobierna sobre el mundo a través de la iglesia, desarrollado en el mundo católico por la noción de Poder temporal de la Santa Sede, además de un deseo de rechazar un marco jerárquico de relaciones sociales (defendido por la Subsidiariedad como concepto de colaboración que sirve a la participación armónica de todos los sectores sociales en vista del bien único de la persona).
La creciente diferenciación de la sociedad fue el origen de la creciente complejidad y permeabilidad del orden social de la Edad Media. El esquema original simplemente no incluía muchas oficinas y funciones nuevas. Sin embargo, la subdivisión de la sociedad en estados nunca fue cuestionada hasta el siglo XVIII. Incluso la Iglesia se aferró obstinadamente a ella durante mucho tiempo. Ante ello, el Imperio, uno de los poderes universales de la Edad Media, pareció estar a punto de restaurarse de forma formidable Carlos V, pero su idea imperial (alimentada por el humanismo de Erasmo de Róterdam y Adriano de Utrecht) fracasó, en beneficio de los príncipes alemanes, tanto católicos (elector de Baviera) como protestantes (elector de Brandemburgo, luego rey de Prusia). El otro poder universal, el Papado, no logró convertirse en una potencia territorial, y su poder espiritual fue desafiado por la Reforma (en las monarquías protestantes que pone a los príncipes europeos al frente de sus iglesias nacionales) o el regalismo (en las monarquías católicas que pone al rey al frente de todas las instituciones sociales, económicas o incluso espirituales). Generando los primeros indicios de la decadencia de la Monarquía Tradicional. 
Iniciándose con la reina Isabel I, quien había impuesto a sus súbditos un juramento - Juramento de lealtad - en el que afirmaba su absoluta supremacía temporal y espiritual. Para el rey inglés, su autoridad real era de "derecho divino", afirmando haber sido elegido personalmente por Dios para gobernar a su pueblo. Su realeza era absoluta, independiente de cualquier poder o autoridad en la tierra. El rey era así una especie de lugarteniente de Dios en su reino, y solo ante Dios tendría que dar cuenta de la forma en que ejercía su poder. Además, cuando Martín Lutero escribió sobre la libertad del cristiano, la limitó exclusivamente a la relación entre el individuo y Dios. En la vida terrena, por el contrario, cada uno debía aceptar sin cuestionar el lugar que Dios le había asignado. Sin embargo, en la doctrina de Lutero, se notan algunas diferencias con respecto al esquema clásico defendida por la escólastica católica. La estricta separación entre la esfera espiritual y la esfera mundana que introdujo (posteriormente desarrollada en la doctrina de la soberanía de las esferas sociales) resolvió aparentemente el antiguo problema de quién (papa o emperador) tenía la preeminencia, que según el era a favor de la autoridad secular. Además, Lutero y sus sucesores pusieron el énfasis ya no en las relaciones subordinadas entre los estados, sino dentro de los estados: en la ecclesia los pastores dirigían la comunidad religiosa, en la política el soberano gobernaba a los súbditos y en la economía (la esfera familiar) el cabeza de familia tenía a su esposa, hijos y sirvientes. De esta manera todo hombre podría formar parte, al mismo tiempo, de los tres estados (considerando que entre los protestantes los pastores pueden casarse). En el punto de vista protestante, por lo tanto, los tres estados no estaban en una relación de subordinación entre ellos. En realidad, las relaciones de poder no se cuestionaron y el tercer estado siguió siendo, como antes, también el estado de los sujetos, que se establece en que cada esfera de la que se compone la vida (por ejemplo, estado, iglesia, familia, escuela, asociaciones, industria, ciencia, etc) viene directamente de Dios y es autónomo de los demás, por ende, soberano sobre sí mismo y directamente responsable ante Dios por la forma en que se lleva a cabo. De ello se desprende que la soberanía de cada esfera debe ser respetada, valorada y salvaguardada (así como criticada cuando sea necesario) por las demás esferas; una noción que sería rescatada posteriormente en el pensamiento liberal para desarrollar su filosofía política secular (en conflicto con la monarquía tradicional) cuestionándose la sociedad estamental en favor de la igualdad de los sujetos (o individuos) ante la ley y la separación iglesia-estado. Ante ello, gran parte de los intelectuales modernos, excluyen en sentido negativo, que existan esferas "superiores" en relación con otras "inferiores" y se reconoce positivamente la "soberanía legítima" de cada esfera, cada una de las cuales no está jerárquicamente sujeta a ninguna otra, sino que se relaciona en pie de igualdad con los demás ámbitos en un marco de cooperación. Dicha forma de pensar redujo y relativizó el poder de las iglesias y los estados tradicionales, impidiéndoles desarrollar formas de coacción o inmiscuirse en lo que está dentro de la competencia secular, a pesar de que fuese en base a formas tradicionales de gobiernos, lo que sería posteriormente aprovechado para desarrollar las primeras ideologías políticas modernas cuestionándose la racionalidad de las mismas, resaltando en estas primeras fechas el absolutismo, fundamentado en base al Regalismo, un conjunto de teorías y prácticas sustentadoras del derecho privativo de los soberanos sobre determinadas regalías (derechos y prerrogativas exclusivas de los reyes, inherentes a la soberanía del Estado); especialmente de las que chocaban con los derechos del papa, derivando en la defensa de la primacía del poder civil sobre el poder eclesiástico y el comienzo del moderno "estado-nación", en el que todas las lealtades y todo el poder se transfirieron al estado en la persona del rey, que podría decirse que defendía un estado “no confesional” y fue practicado por monarcas católicos y protestantes; a partir de ahí sólo quedaba un pequeño paso para sustituir al rey todopoderoso y absoluto por una oligarquía o una democracia, o más habitualmente, una república en su sentido moderno. Este regalismo fue una gran desviación de la norma de las monarquías tradicionales. En lugar de una autoridad plenaria, sometiendo a todos a la voluntad real, los reyes medievales tendían a tener una autoridad limitada como jefes de una rica red de instituciones sociales, cada una con su propio dominio, autoridad y dignidad. Por supuesto, estaba la Iglesia, pero también los gremios, las ciudades, los barones grandes y pequeños, las universidades y las asociaciones de todo tipo. La orden del rey podría funcionar como ley, pero había muy poco que realmente pudiera escribir en su escrito, dada la pluralidad de poderes que lo rodeaban. La gente era consciente de sus derechos y privilegios, y estuvo dispuesto a luchar por ellos, como paso con Ricardo II de Inglaterra cuando trató de imponer un impuesto de capitación (esencialmente, un impuesto sobre la renta) a la gente, y descubrió que en unas pocas semanas un vasto ejército campesino barrió el reino para capturar a ambos Londres y el rey, muestra de de las limitaciones de su poder, que sin embargo que estaban por empoderarse tras la reforma anglicana. A pesar de coincidir el protestantismo con el regalismo en cuanto al control de las autoridades civiles sobre las autoridades eclesiásticas de la Iglesia y la nacionalización de ésta, ambos parten de una argumentación teológica que supera los límites del catolicismo tal como se definirá en el Concilio de Trento. El término regalismo se aplica a las monarquías que siguieron siendo católicas en estas fechas, pero que se desviaban de la concepción tradicional tomista o agustinista de la misma.
Pero fue en la Inglaterra protestante donde la teoría del derecho divino de los reyes encontró su máxima aplicación y fundamento teológico y jurídico-político, con el rey Jaime VI de Escocia y I de Inglaterra. 

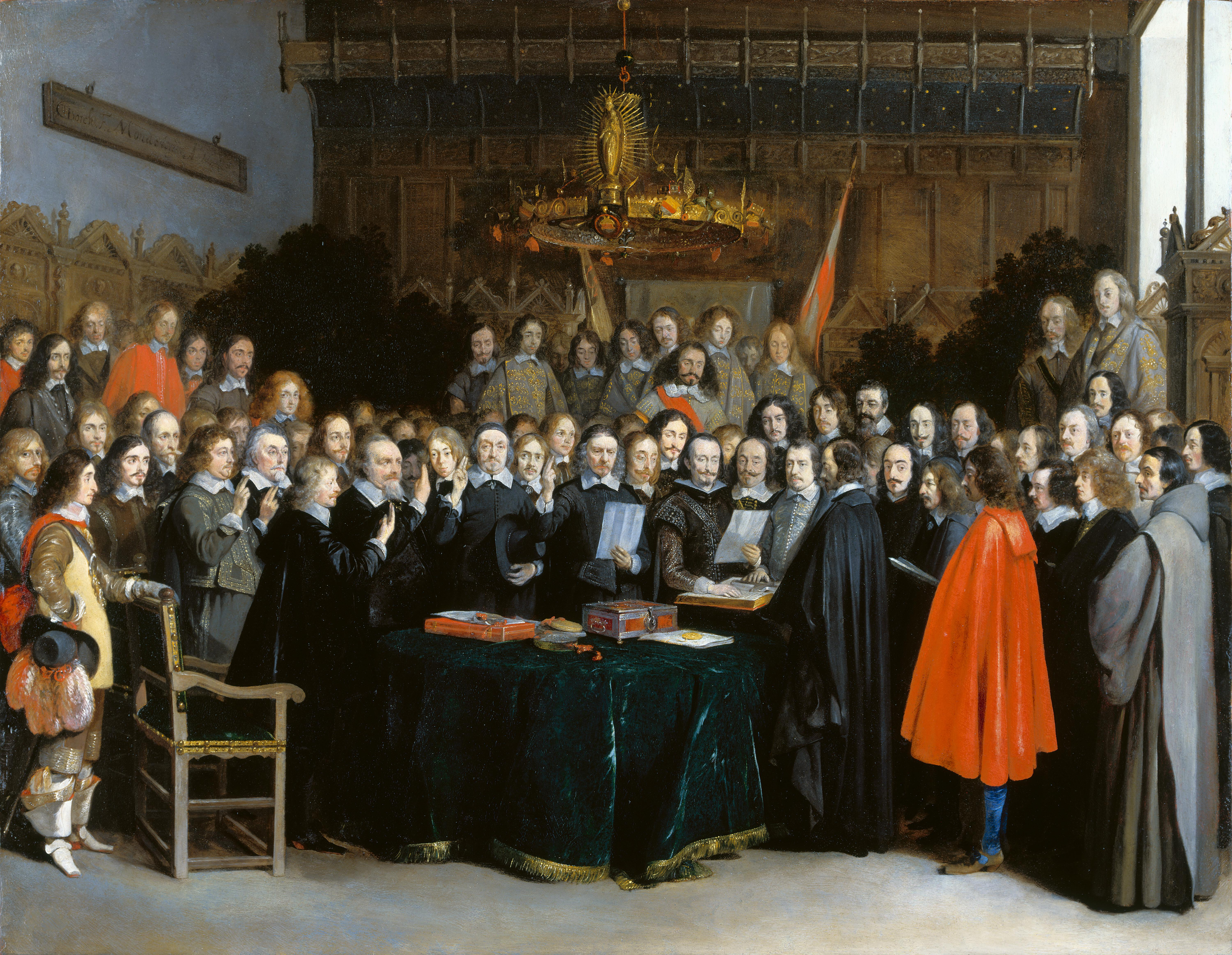
Paz de Westfalia, dio lugar al primer congreso diplomático moderno e inició un nuevo orden en Europa central basado en el concepto de soberanía nacional, iniciando la decadencia de la Monarquía Tradicional.

En el siglo XVI, el absolutismo triunfa en todo el continente, la Monarquía Tradicional iría perdiendo popularidad contra el absolutismo que el Renacimiento estaba engrosando y que la reforma protestante iba a arrojar victoriosamente al campo de las definiciones legales. La lucha religioso-nacional de este siglo también contribuye fuertemente al declive de las asambleas representativas del estado y a la concentración de toda la plenitud del poder estatal en manos de los reyes. En el siglo XVII, las asambleas de representantes del estado en Francia incluso dejan de reunirse, y en los estados alemanes, los Landtags pierden por completo su antiguo carácter de fuerza política activa tras la Reforma protestante y la Guerra de los Treinta Años, la cual impuso la formación del estado-nación moderno en la Paz de Westfalia, puesto que para debilitar al Sacro Imperio Romano Germánico, la principal autoridad transnacional de la época que disputaba ser un Imperio universal, se proclamó la primacía de los estados alemanes frente a poderes externos, como el Emperador o el Papa, puesto que se ambicionaba que la Iglesia también había de ser controlada por el estado moderno, tanto en su relación con el papado como en el control del clero local nacional. La convulsión de la Reforma tiene que entenderse en este contexto. Para el Sacro Imperio, la Paz de Westfalia supuso la pérdida de poder real del emperador y una mayor autonomía de los más de 300 estados resultantes. Frente a la visión española y del Sacro Imperio de una universitas christiana, triunfaron las ideas francesas que exaltaban la razón de Estado como justificación de la actuación internacional. El Estado sustituía a otras instituciones internacionales o transnacionales como la máxima autoridad en las relaciones internacionales. En la práctica esto suponía que el Estado dejaba de estar sujeto a normas morales externas a él mismo. Cada Estado tenía derecho a aquellas actuaciones que asegurasen su engrandecimiento. Consecuencias de la Paz de Westfalia fueron la aceptación del principio de soberanía territorial, el principio de no injerencia en asuntos internos y el trato de igualdad entre los Estados independientemente de su tamaño o fuerza, siendo el otro gran perjudicado el papado, que dejó definitivamente de ejercer un poder temporal significativo en la política europea. En el camino se van formando los estados-nación, en torno a conceptos de lengua, religión y mercados nacionales, conceptos problemáticos en esos siglos, pero sin cuyo desarrollo inicial sería incomprensible el surgimiento del nacionalismo en la Edad Contemporánea oponiéndose a la noción de una Monarquía Tradicional debido a su oposición a un monarca supranacional; será Brandemburgo, uno de los electorados semi-independientes, el que tras la traumáticas experiencias de la Reforma del siglo XVI y la Guerra de los Treinta Años del siglo XVII, se transforme en un reino viable (Prusia) para la conformación de un absolutismo alemán en el Siglo XVIII con Federico II el Grande, y conducirá, en beneficio de la dinastía Hohenzollern, y en perjuicio de los Habsburgo austriacos, la Unificación de Alemania en el siglo XIX con una Monarquía constitucional. La creciente diferenciación de la sociedad fue el origen de la creciente complejidad y permeabilidad del orden social de la Edad Media. El esquema original simplemente no incluía muchas oficinas y funciones nuevas. Sin embargo, la subdivisión de la sociedad en estados nunca fue cuestionada hasta el siglo XVIII. Incluso la Iglesia se aferró obstinadamente a ella durante mucho tiempo.
En este contexto, el destino de las instituciones representativas de los cuerpos intermedios en varios países europeos es muy variado. Cuanto más se reemplazó el antiguo carácter personal de la reposición de las instituciones representativas del estado en favor del principio electoral, como reacción, más firme y autocrático actuó el poder real en todo el continente europeo. La pérdida de este derecho, así como de otros importantes derechos, se explica por la discordia social que prevaleció en las reuniones de clase desde sus inicios, se agravó con el tiempo y las dejó impotentes ante el poder real. En España, la más alta nobleza (brazo de nobles) no sabía cómo llevarse bien no solo con los representantes de la ciudad, sino también con los caballeros ordinarios; en Francia, los nobles buscaron oportunidades para ofender a la clase media; en las tierras alemanas, los gobernantes espirituales y seculares siempre transfirieron sus disputas entre terratenientes y vecinos a los Landtags. Gracias a este antagonismo interno, ya mostrado en las viejas disputas entre monarcas y el papado (o cualquier poder religioso) y que se acentúo aún mas tras las Guerras religiosas europeas, los monarcas levantaron cada vez más la cabeza, viéndose deseables y llamados mediadores en esta lucha entre clases como una tercera vía entre el conflicto de las aristocracias y el sacerdocio, agravado tras la Reforma luterana donde los intereses económicos de la burguesía y el campesinado terminaron desatendidos, aunque el primero queriendo sacar provecho del conflicto (pues en un primer momento la reforma dependía del poder laico y dio una justificación a ese poder) para augurar sus propios deseos económicos antagónicos a la política aristocrática y teocentrista, lo que daría pie a simpatías de los burgueses primero con el movimiento humanista del renacimiento y despues con la teología calvinista, sentando bases para las futuras Revoluciones burguesas con tendencias anticlericales y republicanas, aprovechándose en el proceso de los sentimientos cada vez mas insurgentes de un pueblo llano descontento (como habían demostrado las Guerra de los Campesinos). Cada vez más los organismos representativos, como los estados generales de Francia o los Landtags de Alemania, asumieron sólo un carácter consultivo, y cada vez más decisivamente los reyes castellanos y aragoneses empujaron a un segundo plano las asambleas de las Cortes durante la Decadencia española.
En Francia, el poder real buscaba una monarquía absoluta desde el final de la Guerra de los Cien Años, ello implicó la supresión o limitación de otras formas de poder; la de la Iglesia Católica, la del clero y la nobleza, así como la del parlamento, habiendo regencias como la de Luis XI de Francia cuya acción política se encaminó a la afirmación de la autoridad del monarca frente a los derechos de la nobleza y el clero derivados de privilegios feudales, en el proceso se granjeó la enemistad de parte de la nobleza tradicional por dicho deseo de expandir el poder de la Corona. Sin embargo, es en el siglo XVI, bajo la dinastía Valois, cuando Francia empezó los primeros pasos para la consolidación de un gobierno absolutista, así, François I puede imponer su autoridad en las áreas religiosa y financiera. Así, se impone el Concordato de Bolonia a pesar de la oposición del Parlamento. En cuanto al impuesto, el Rey de Francia logra prescindir de la opinión de los contribuyentes. Las ciudades o la Iglesia están obligadas a pagar, a conceder préstamos nunca reembolsados. También somete los parlamentos a su autoridad superior. François I se considera un prototipo de monarca "absoluto", pero no es lo suficientemente poderoso como para desafiar los privilegios medievales. La aparición de una burocracia de "oficina" caracterizó el establecimiento del absolutismo durante este período "para mantener al pueblo en su deber" como diría Richelieu. Parte de la burguesía había adoptado la religión calvinista, llamados Hugonotes, mientras que el estado estaba fuertemente influenciado por el catolicismo. Para solucionar el problema, Enrique III, que era católico, se alió con Enrique de Borbón, líder de los hugonotes (protestantes de orientación calvinista). Después de la muerte del rey en 1589, Enrique "el buen rey" accedió a convertirse al catolicismo, esto lo llevó a asumir el trono; se le conoció como Enrique IV. El largo proceso de centralización del poder monárquico culminó con el rey Luis XIV, conocido como "Rey Sol", que reinó entre 1643 y 1715. Se le atribuye la famosa frase "el Estado soy yo". A diferencia de sus predecesores, rechazó la figura de un "primer ministro", redujo la influencia de los parlamentos regionales y nunca convocó a los Estados Generales, instaurando la Monarquía absoluta de derecho divino. La concepción de Luis XIV se inspira en la de Richelieu, pero se diferencia de ella porque para Richelieu, el rey debe estar rodeado por un equipo de gobierno homogéneo, dirigido por un ministro principal al que el rey debe apoyar contra todos. Luis XIV piensa que el rey solo encarna el poder y, por lo tanto, debe ejercerlo solo. "Le corresponde a la cabeza deliberar y resolver, y todas las funciones de los demás miembros consisten únicamente en la ejecución de los mandatos que se les han dado". Es el único que conoce la razón de estado a la que obedece. En efecto, la razón de estado es un "misterio divino"; solo el rey puede saberlo porque hay un "misterio de la monarquía". Es la forma más pura de absolutismo. 
En España, para designar el pacto explícito o tácito entre rey y reino (entendido este en su representación orgánica y estamental), lo que limitaba decisivamente el poder regio en la Monarquía Tradicional Española (en la Corona de Aragón mucho más fuertemente que en la Corona de Castilla). Sin embargo, la trayectoria hacia el absolutismo se puede trazar desde los inicios de la Decadencia española, muestra de ello fue cuando las asambleas de representantes de la hacienda fueron finalmente suprimidas por Felipe II (allá por el siglo XVI) y posteriormente las Reformas borbonicas y el Decretos de Nueva Planta anularían autonomías restantes con la centralización del estado e instaurando el Absolutismo español al que se oponían los austracistas con su defensa del foralismo en la Guerra de sucesión española.

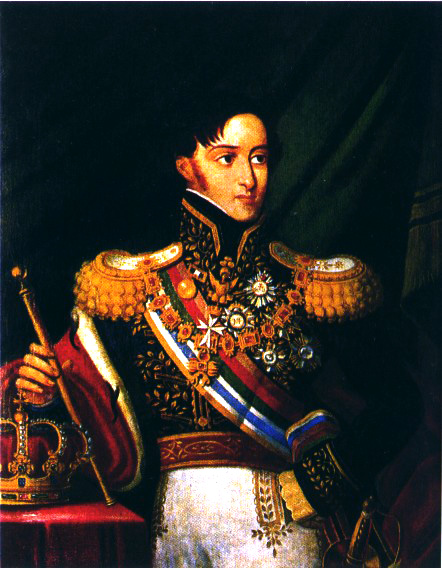
Miguel I de Portugal "el tradicionalista", un hombre de aparentes ideales católicos tradicionales, fue uno de los últimos monarcas defensores de la doctrina de Monarquía tradicional que defendió de frente en Europa.

En Portugal, verdaderamente, nunca existió la Monarquía Absolutista porque el rey portugués siempre tuvo el poder limitado. Sin embargo, también es cierto que el Reino de Portugal pasó por diversas etapas de desarrollo en un sentido creciente de autoridad y concentración de poder en manos de los reyes (hasta el surgimiento de la monarquía constitucional) dicha concentración que alcanzó su punto máximo en el reinado de Juan V. Sin embargo, no se puede determinar con mucha precisión que la monarquía portuguesa se haya estructurado sobre una base absolutista después de eso. El Rey Dom Miguel I de Portugal considerado «el rey absoluto» representó ciertamente la legitimidad y la tradición monarquica portuguesa, la resistencia a una modernización importada que afrontaba los valores radicados en lo más profundo del alma del pueblo con los que se identificó; no era tanto la idea de libertad que motivaba el antagonismo de los miguelistas (tradicionalistas portugueses) a las huestes liberales de Pedro IV durante la Guerra Civil Portuguesa, pero si ante la idea revolucionaria de la ruptura con las instituciones del Antiguo Régimen, y en particular de la Iglesia. Más que el ′′absolutismo" (con el que Antonio Sardina se negaba a identificar como esencial en los miguelistas) lo que el Miguelismo / Legitimismo portugués y los seguidores de Dom Miguel defendían eran las Instituciones Tradicionales Portuguesas, entre ellas las Cortes Generales, los Municipios Forales y otros órganos de soberanía social, vistas por los tradicionalistas como la esencia de la legitimidad portuguesa, gozando de gran popularidad entre todas las clases sociales y sobre todo entre el pueblo que tenía fuertes motivos para oponerse a su hermano D. Pedro de Alcântara y su Carta Constitucional, siendo sus opositores una pequeña minoría de burgueses y militares. Además de esto, después de las guerras contra España y Francia, Portugal buscó en un rey la figura fuerte de un salvador. La enemistad hacia la Iglesia católica por parte de los sectores liberales también contribuyó a la fuerte oposición popular contra la Carta y contra el régimen constitucional. D. Miguel también era admirador del canciller Metternich de Austria, aunque afirmaba no ser partidario de una monarquía absoluta, sino que simplemente tenía la intención de liberar a Portugal de las influencias extranjeras, principalmente de las ideas de la masonería, que consideraba nefastas, siendo perseguido por ella. Aún así, su reinado es muy controvertido en la historia portuguesa. Según los liberales-constitucionalistas, D. Miguel era un usurpador del título monárquico de su sobrina D. Maria da Glória y era simplemente regente. A su vez, el llamado partido Miguelista respondió que D. Pedro I de Brasil había perdido el derecho a la Corona portuguesa y, por tanto, a designar un sucesor (en este caso, su hija, D. Maria da Glória) desde el momento cuando levantó las armas contra Portugal, declaró la independencia de Brasil y se convirtió en emperador de ese nuevo país. De hecho, de acuerdo con las Leyes Fundamentales del Reino, un príncipe heredero que levantara las armas contra Portugal o ascendiera al trono de un estado extranjero perdería el derecho al trono portugués. Según esta interpretación, D. Miguel sería así el legítimo sucesor de D. João VI, siendo legitimado por las Cortes tras la muerte de D. João, el 10 de marzo de 1826, de acuerdo con las leyes tradicionales vigentes antes y después la revuelta liberal de 1820. A raíz de esta polémica, para los liberales D. Miguel pasó a la historia como el Absolutista o el Usurpador (por supuestamente haberle arrebatado el trono que sería su sobrina, aunque no defendiera ideas absolutistas), mientras que los miguelistas le dan el sobrenombre de Tradicionalista (por haber sido aclamado en Cortes, aunque forzada por los acontecimientos, en relación con la tradición jurídico portugués). 
Establecido el absolutismo en Europa, posteriormente el mandato del rey se extendió a tierras lejanas y las misiones se convirtieron en otro instrumento del poder estatal en el que un proto-nacionalismo dominaba la salvación. La actividad misionera estaba subordinada a los objetivos comerciales y políticos, haciendo que la obra de la Iglesia pareciera un mero instrumento de lo que luego se llamaría colonialismo. El control nacional de las misiones creó tremendos problemas jurisdiccionales, por lo que los nuevos creyentes no sabían en qué autoridad creer, ya que los obispos del país de origen competían con los vicarios de Roma (en el caso europeo). Y dichas misiones impidieron el desarrollo del clero nativo en el peor de los casos, ya que esto podría constituir una fuente de oposición al control real.
En Inglaterra, el absolutismo se inició en 1509 con Enrique VIII, quien, apoyado por la burguesía, amplió los poderes monárquicos, disminuyendo los del parlamento y del clero al generar la Iglesia anglicana. En el reinado de la reina Isabel I, el absolutismo monárquico se fortaleció, habiendo comenzado la expansión marítima inglesa, con la colonización de América del Norte. Sin embargo, después de la Guerra Civil inglesa, el absolutismo perdió impulso en Inglaterra, y el rey perdió poder gradualmente a favor del parlamento. La revolución de 1688, la Revolución Gloriosa, puso fin al absolutismo inglés, ante ello, solo en Inglaterra, la cámara baja en los siglos XIII, XIV y XV, a pesar de su variada composición, defendió firmemente sus derechos y, a pesar de la existencia de un conocido antagonismo en relación con la Cámara de los Lores, nunca extendió su mano amiga al poder real contra los legisladores hereditarios. Como resultado, el Parlamento inglés pasó ileso a los tiempos modernos tras la Revolución inglesa y fue la única institución en cuya vida se puede rastrear la transformación del principio feudal contractual en el derecho constitucional de los últimos siglos, sin embargo, ya no sería una Monarquía Tradicional, si no una Monarquía parlamentaria.
En relación con diferentes períodos de la historia rusa, los historiadores han entendido de manera diferente el contenido del concepto de autocracia y absolutismo. Por autocracia, los historiadores del siglo XV entendieron solo la ausencia de dependencia vasalla del Gran Duque de Moscú hacia el khan mongol de la Horda de Oro, y el primer autócrata en Rusia resultó ser Iván III Vasilyevich, quien derrocó el yugo de la Horda... Aplicado al primer cuarto del siglo XVI la autocracia ya se interpretó como "autocracia", cuando el poder del soberano de Moscú se extendió al territorio de toda la tierra rusa, donde los principados soberanos ya habían sido liquidados casi por completo. Solo bajo Iván IV Vasilievich la autocracia, en opinión de los historiadores, se convirtió en un régimen de poder soberano ilimitado: una monarquía ilimitada, sin embargo aún había representatividad con el Zemski Sobor convocando a las clases para reafirmar su soberanía socical, al menos hasta 1684 cuando tuvo lugar el último Zemsky Sobor en la historia de Rusia, el cual decidió la cuestión de la paz eterna con la Mancomunidad Polaco-Lituana. Después de eso, los Zemsky Sobors ya no se convocaron, lo que fue el resultado de las reformas de toda la estructura social de Rusia llevadas a cabo por Pedro I y el fortalecimiento del absolutismo. Generalmente se indican varias razones que causaron la monocracia y la autocracia (en su sentido moderno) de los soberanos de Moscú:
1. influencias extranjeras, bizantinas y mongolas;
2. asistencia a la unificación de Rusia por parte de diferentes clases de la población: clero, boyardos y gente zemstvo;
3. condiciones de vida especiales del noreste de Rusia: el papel de las nuevas ciudades, origen patrimonial;
4. cualidades personales de los príncipes de Moscú.

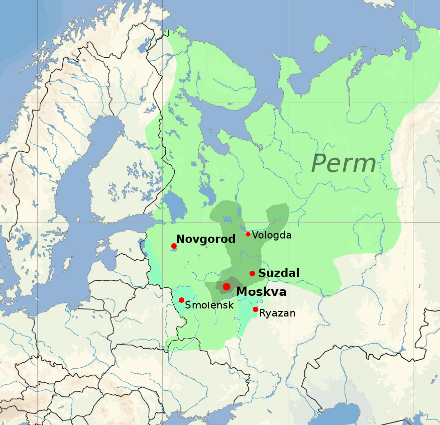
Crecimiento del Gran Ducado de Moscú de 1390 a 1525

Pero en su mayor parte, los historiadores argumentaron que a mediados del siglo XVI en Rusia no había de ninguna manera una monarquía absoluta, sino una tradicional y representativa del estado, que en Rusia no contradecía el régimen de poder ilimitado del zar, se estableció que la autocracia rusa tenía dos características en diferente al absolutismo europeo occidental. Primero, su apoyo social era solo la nobleza de servicio, mientras que las monarquías occidentales también dependían de la clase burguesa emergente. En segundo lugar, los métodos de gestión no legales generalmente prevalecieron sobre los legales, la voluntad personal de los monarcas rusos fue más pronunciada. Al mismo tiempo, se expresaron opiniones de que la autocracia rusa es una variante del despotismo oriental. Andrey Fursov propuso ver en la autocracia un fenómeno que no tiene análogos en la historia mundial. La diferencia fundamental es que si el poder de los monarcas orientales estaba limitado por la tradición, el ritual, las costumbres y la ley; y el poder de los occidentales, incluso en la era del absolutismo, estaba limitado por la ley sobre la que se basaba todo el orden occidental (en Francia en los siglos XVII-XVIII, considerado un modelo de monarquía absoluta, el rey podía cambiar la ley, pero tenía que obedecerla), entonces el poder de los autócratas rusos era el poder de la superposición. Sin embargo, al ser un fenómeno completamente original, la autocracia surgió bajo la influencia de las tendencias y fenómenos del desarrollo euroasiático general como una respuesta rusa a las influencias no rusas --eurasiáticas y mundiales-- (como muestra la regencia de Pedro I o Catalina II de Rusia con su despotismo ilustrado) y recibió su forma completa en interacción con las tendencias y fenómenos del desarrollo del capitalismo a nivel global. El comienzo de la formaciión de la autocracia sería la interacción de los príncipes rusos con la Horda. Rusia no pudo tomar prestada de la Horda la experiencia del poder superpuesto; no existía tal poder en la Horda. Pero la superposición era el poder de los khans de la Horda sobre Rusia, sobre los príncipes rusos, uno de los cuales, funcionalmente, dotaron de este poder. La inclusión de Rusia en el orden de la Horda cambió el equilibrio de poder en el triángulo de poder príncipe-boyardos-veche. Primero, habiendo encontrado en la persona de la Horda y sus sirvientes ese instrumento de violencia que no tenían antes, los príncipes fortalecieron drásticamente su posición en relación con los boyardos y los veche. En segundo lugar, dado que dentro del sistema de la Horda había competencia por la etiqueta, aquellos principados donde el príncipe y los boyardos no se oponían, sino que actuaban en unidad, tenían las mejores posibilidades. La "Hordeización" de Rusia condujo al surgimiento del poder Horda-Moscú, mutante en su forma. Tenía nuevas cualidades que no se encontraban originalmente ni en los poderes nómadas ni en la Rusia premongola, osea, ajeno a la tradición rusa. Primero, el gobierno central, siguiendo las instrucciones del khan, se convirtió en el único importante y real. En segundo lugar, el poder, la fuerza, la violencia se han convertido en el factor principal de la vida. En tercer lugar, este poder resultó ser el único sujeto que se encontraba en la capacidad de poder de virrey sobre toda la tierra rusa, de la misma manera, cómo la Horda misma la dominaba. Estas cualidades no fueron tomadas directamente del otro lado, sino que surgieron, aunque no necesariamente, pero naturalmente en el proceso y como resultado de la interacción del poder khan de la Horda, por un lado, y el orden ruso, la sociedad cristiana, en el otro. Las relaciones supralegales y decididas entre la Horda y Rusia duraron 250 años, un período suficiente para desarrollar formas estables de relaciones y prácticas; se considera notable que las dinastías mongolas yuan en China y los ilkanatos (Hulagus) en Persia se convirtieron en los gobernantes internos directos de estos países, experimentando la influencia local, sus órdenes, leyes, etc... prácticamente asimilando sus tradiciones, mientras que la Horda de Oro realizaba una explotación externa y remota, cobrando tributo, es decir, ejerciendo una actitud suprajurídica de voluntad fuerte. Posterior a la influencia mongola ajena a la monarquía tradicional rusa, el zarato se vuelve en imperio ruso en el gobierno de Pedro el Grande, quien lleva a cabo una reforma masiva de la administración estatal, siendo notoria una reforma de la administración de la iglesia ortodoxa rusa en el espíritu de Cesaropapismo, cuyo objetivo es eliminar la jurisdicción de la iglesia autónoma del Estado, generando la subordinación de la jerarquía de la iglesia de Rusia a la voluntad del emperador, Pedro I abolió el patriarcado y también restauró la Orden Monástica(el órgano judicial central más alto para el clero ruso), que ahora recibía las funciones de realizar todos los asuntos administrativos, financieros y judiciales de la administración de la iglesia, incluida la recaudación de ingresos monetarios y en especie recibidos de la explotación de campesinos monásticos. En 1725, en el contexto de un creciente control estatal sobre la iglesia, la Orden Monástica fue abolida y sus funciones fueron transferidas al Santo Sínodo, creado en 1721, como el cuerpo central de autoridad eclesiástica. Estos procesos prepararon objetivamente la secularización de las tierras de la iglesia, anunciada por Pedro III en el Manifiesto sobre la secularización de las tierras de la iglesia. Los campesinos comenzaron a dividirse en siervos (terratenientes), monásticos y campesinos estatales, las 3 categorías se registraron en censos y se gravaron con un impuesto de capitación. Desde 1724, los campesinos propietarios podían salir de sus aldeas para ganar dinero y para otras necesidades únicamente con el permiso escrito del maestro, presenciado por el Comisario Zemsky y el coronel de ese regimiento que se encontrara en la zona. Así, el poder del terrateniente sobre la personalidad de los campesinos recibió una oportunidad aún mayor de fortalecerse, tomando a su disposición inexplicable tanto la personalidad como la propiedad del campesino privado. Este nuevo estado del trabajador rural recibe desde entonces el nombre de alma "sierva" o "revisionista" y en gran medida disminuyo la representación de los cuerpos intermedios de Rusia ante un alza en los poderes de los terratenientes, lo que formalizó la servidumbre e intensificó la explotación feudal. En 1722, Pedro I emitió el Decreto de Sucesión al trono donde se amplió al máximo la gama de posibles contendientes al trono. De hecho, el monarca podía nombrar a cualquiera como su heredero. Si por alguna razón no tuvo tiempo para hacer esto, la cuestión del heredero legal resultó estar abierta. Con la máxima gubernamentalización de la vida pública, la ausencia incluso en el embrión de la actividad política legal, los golpes de Estado se convirtieron en la única forma de resolver las contradicciones entre los principales componentes del absolutismo ruso: el poder autocrático, la élite gobernante y el poder de la nobleza gobernante. En las condiciones de una monarquía absoluta, la era de los golpes de palacio resultó ser la única forma efectiva de retroalimentación entre el poder supremo y la sociedad ante la falta de representatividad, más precisamente, la nobleza de su elite. Historiadores como Sergei Solovyov enfatizan la naturaleza revolucionaria de las reformas de Pedro con el objetivo de modernizar la forma de vida en 1695-1715 y para 1715-1725 enfocados en el sistema de gobierno. En general, las reformas de Pedro tenían como objetivo fortalecer el estado e introducir a la élite en la cultura europea, al tiempo que fortalecían el absolutismo, mismas transformaciones de Pedro se lograron mediante la violencia contra la población, su total sumisión a la voluntad del monarca y la erradicación de toda disidencia. Incluso Pushkin, que admiraba sinceramente al zar, le escribió que muchos de sus decretos eran "crueles, caprichosos y, al parecer, estaban escritos con un látigo", como si "escaparan de un terrateniente autocrático impaciente".  Poco a poco, entre la nobleza, fue tomando forma un sistema diferente de valores, cosmovisión, ideas estéticas, que diferían radicalmente de los valores y cosmovisión de la mayoría de los representantes de los demás estamentos, por lo que Pedro había creado un "estado policial bien ordenado" que llegaría a ser elogiado por Voltaire y sirvió de inspiración para Iósif Stalin.

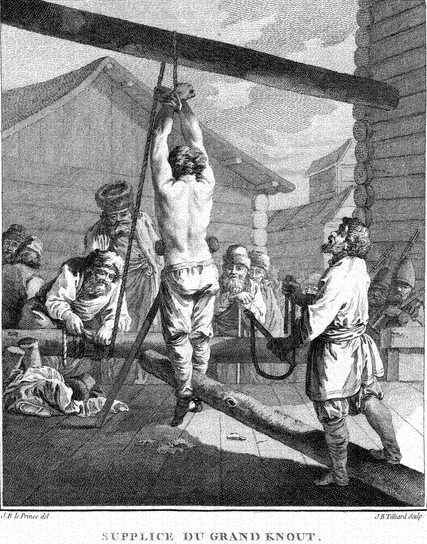
Castigo con un Knut (látigo), el cual dejo de aplicarse en nobles rusos con los excesivos privilegios otorgados en la Carta a la nobleza.

El Golpe de palacio en 1762 entronizo como zarina a Catalina la Grande, quien, tras las manifestaciones masivas de campesinos monásticos en la década de 1760, llevó a cabo una secularización completa de las tierras de la iglesia y cerca de dos millones de almas de campesinos monásticos fueron transferido a la jurisdicción de la Facultad de Economía. A partir de ese momento, los campesinos monásticos pasaron a ser llamados campesinos económicos. El alto clero (episcopado) perdió su existencia autónoma debido a la secularización de las tierras de la iglesia (1764), lo que dio a las casas de obispos y monasterios la oportunidad de existir sin la ayuda del estado e independientemente de él. Después de la reforma, el clero monástico pasó a depender del estado que lo financiaba, así, el clero pasó a depender de las autoridades seculares, ya que no podían realizar actividades económicas independientes. Además, en 1773, se promulgó una ley sobre la tolerancia absoluta de todas las religiones, que prohibía al clero ortodoxo interferir en los asuntos de otras confesiones; las autoridades seculares se reservan el derecho de decidir sobre el establecimiento de templos de cualquier religión. Antes del reinado de Catalina, para convertirse en siervos, las personas cedían sus libertades a un terrateniente a cambio de su protección y apoyo en tiempos de dificultad. Además, recibieron tierras para cultivar, pero se les gravó un cierto porcentaje de sus cosechas para dárselas a sus propietarios, estos eran los privilegios a los que tenía derecho un siervo y que los nobles estaban obligados a cumplir. Todo esto era cierto antes del reinado de Catalina, y este es el sistema que heredó en el que se aprobaron una serie de leyes que agravaron la situación de los campesinos: Según el decreto de 1765, por desobediencia abierta, el terrateniente podía enviar al campesino no sólo al exilio, sino también a trabajos forzados, y él mismo fijaba la duración del trabajo forzado; los terratenientes también tenían derecho a devolver a los exiliados de los trabajos forzados en cualquier momento (un castigo normalmente reservado para los criminales convictos), o el decreto del 22 de agosto (2 de septiembre) de 1767 "De estar para ayudar a las personas y campesinos en la obediencia y obediencia a sus ayudantes, y de no entregar peticiones a las propias manos de Su Majestad"  prohibió a los campesinos quejarse de su amo; los desobedientes fueron amenazados con el exilio a Nerchinsk (pero podían ir a los tribunales). Aunque hubo algunos derechos otorgados al siervo, como que si un noble no cumplía con su parte del trato, los siervos podían presentar quejas en su contra siguiendo los canales adecuados de la ley (aunque a cambio ya no podían apelar directamente a ella), bajo Catalina "la servidumbre se desarrolló en profundidad y amplitud", lo que fue "un ejemplo de una flagrante contradicción entre las ideas de la Ilustración y las medidas gubernamentales para fortalecer el régimen de siervos". Varios historiadores comparan la situación de los siervos de esa época con los esclavos. Tras ello surgió la Guerra de los Campesinos 1773-1775 (el apoyo de varios grupos, incluyendo los campesinos, los cosacos y los cristianos ortodoxos de los Viejos creyentes), el cual trajo un cambio en la naturaleza de las protestas sociales por su adquisición de un carácter de clase y anti-noble. La revuelta reveló la debilidad de las autoridades locales y su incapacidad para hacer frente a los disturbios campesinos, como consecuencia se dio una reforma regional, cuyos objetivos eran fortalecer el control administrativo y policial del gobierno a nivel local, crear nuevas instituciones y modernizar las relaciones sociales de clase (la reforma fue precedida por una serie de notas presentadas al gobierno por parte de la nobleza, en las que se recomendaba multiplicar la red de instituciones y "capataces de policía" en el país) que en muchos aspectos se alejan del corporativismo entre clases de una monarquía tradicional en que el nivel de la justicia y de la ley proclaman la igualdad, puesto que se creó un sistema burocrático más uniforme y armonioso, pero los historiadores señalan una serie de deficiencias de la reforma provincial llevada a cabo bajo Catalina II. Entonces, N.I. Pavlenko escribe que la nueva división administrativa no tuvo en cuenta los vínculos existentes de la población con los centros comerciales y administrativos, ignoró la composición étnica de la población (por ejemplo, el territorio de Mordovia se dividió entre cuatro provincias) y las innovaciones en el tribunal fueron "muy controvertidas en esencia", y los contemporáneos escribieron que llevaron a un aumento en el tamaño del soborno, ya que ahora era necesario dar un soborno no a uno, sino a varios jueces, cuyo número aumentó muchas veces. Además, abolió el hetmanato y se eliminó la orden especial del Báltico, que otorgaba derechos más amplios a los nobles locales para trabajar y la personalidad de un campesino que la de los terratenientes rusos (algo que se alejaba de la defensa de las autonomías de una monarquía tradicional). En la historia de Rusia, la nobleza nunca ha sido bendecida con una variedad de privilegios como bajo Catalina II, mas específicamente tras la Carta a la nobleza que creo una asamblea para nobles que si bien se dedicaron a resolver problemas sociales locales, también que se les prohibió discutir cuestiones de estructura estatal (aunque tras la reforma de 1861, así como del surgimiento de los órganos de autogobierno zemstvo, sus objetivos se redujeron a resolver cuestiones y problemas relacionados exclusivamente con la nobleza). A pesar de ello, en la era de Catalina II, la desigualdad de propiedad aumentó enormemente entre los nobles: en el contexto de grandes fortunas individuales, la situación económica de parte de la nobleza se deterioró, casi 2/3 de todos los terratenientes en 1777 tenían menos de 30 almas de siervos y 1/3 de los terratenientes tenían menos de 10 almas; muchos nobles que deseaban ingresar a la administración pública no tenían los medios para comprar ropa y calzado adecuados. Su legado se puede resumir con esta cita, durante el reinado de su nieto Nicolás I, del barón Brunnov, quien preparó un informe que decía: “No podemos dejar de admitir que los métodos elegidos por la emperatriz Catalina para cumplir sus planes están lejos de ser coherentes con la naturaleza de la honestidad y el honor, que ahora son la regla invariable de nuestra política...". Con todo ello, de acuerdo con los tradicionalistas mas radicales, como los cismáticos viejos ortodoxos, Catalina II, junto con Pedro I, fueros considerada como el "zar-anticristo". La definición oficial del sistema estatal ruso como "autocracia" y del emperador ruso como "autócrata" persistió hasta la revolución rusa.
Con la conclusión del tratado Kuchuk-Kainardzhiyskiy (1774), Rusia obtuvo acceso al Mar Negro y Crimea. Por lo tanto, no era necesario preservar los derechos especiales y el sistema de control de los Cosacos de Zaporozhia. Al mismo tiempo, su forma de vida tradicional a menudo generaba conflictos con las autoridades. Ante ello, Catalina II ordenó la disolución de Sich de Zaporozhia, que fue realizada por orden de Grigory Potemkin para pacificar a los cosacos por el general Peter Tekeli en junio de 1775. El Sich se disolvió, la mayoría de los cosacos se disolvieron y la propia fortaleza fue destruida. En 1787, Catalina II, junto con Potemkin, visitó Crimea, donde fue recibida por la empresa Amazonica creada para su llegada. En el mismo año, se creó el Ejército de los Fieles Zaporozhianos, que más tarde se convirtió en el ejército cosaco del Mar Negro, y en 1792 se les concedió el Kuban para uso eterno, donde se trasladaron los cosacos, fundando la ciudad de Yekaterinodar. Las reformas en el Don crearon un gobierno civil militar inspirado en las administraciones provinciales de Rusia central. En 1771, el kanato de Kalmyk finalmente se anexó a Rusia.
En 1861, se llevó a cabo una reforma campesina en Rusia, que abolió la servidumbre. La principal razón de esta reforma fue la crisis del sistema de servidumbre. En un ambiente de malestar campesino, especialmente intensificado durante la guerra de Crimea, el gobierno encabezado por Alejandro II fue a abolir la servidumbre. En algunas localidades, los campesinos se dedicaban a la artesanía y al comercio. Contrariamente a la opinión implantada en la historiografía soviética, los campesinos no siempre ni en todas partes se esforzaron por liberarse de la servidumbre, y entre estas razones estaba el miedo a perder el patrocinio de sus terratenientes. Entonces, de acuerdo con la observación de un contemporáneo, se negaron a pasar a la posición de los obligados por el decreto de 1842, "porque temen más al poder policial que al terrateniente, y, además, temen perder en el terrateniente no sólo a un patrón, sino también a una persona que está obligada a cuidar su alimentación y necesidades ". Los terratenientes en situaciones difíciles ayudaron a los campesinos repartiendo pan, ganado y dinero. Las cuentas de gastos almacenadas en los archivos estatales de la región de Kursk indican que la mayoría de las veces el ganado se proporcionaba a los campesinos de forma gratuita o en forma de préstamo. Al mismo tiempo, los historiadores conocen muchos casos de explotación cruel de los campesinos y tiranía de los terratenientes. En la historiografía, hay una fuerte opinión de que la reforma ha contribuido a la formación de la llamada "franjas a rayas" - una disposición especial de parcelas de un propietario intercaladas con parcelas de otras personas. De hecho, el área rayada se desarrolló gradualmente a lo largo de los siglos y fue el resultado de la redistribución regular de las tierras comunales, especialmente cuando las familias de los hijos mayores se separaron. Lo que realmente arruinó las parcelas campesinas después de la reforma de 1861 fue que el terrateniente en varias provincias en algunos casos producía parcelas de tierra de los campesinos si el tamaño de la parcela era mayor que el tamaño de la parcela per cápita asignada a ese zona. El terrateniente, por supuesto, podría haber cedido un terreno, pero a menudo no lo hizo. Fue en las grandes propiedades donde los campesinos sufrieron esta reforma y recibieron asignaciones casi iguales a la tasa más baja. Dicho mosaico de propiedad surgió en Rusia durante la redistribución irregular de tierras comunales del campesinado, lo que aunado a posteriores impuestos, termino avocándolos a la miseria, y teniendo que proletarizarse en las ciudades, que en el peor de los casos les hizo terminar explotados en las industrias de la clase burguesa.
El estado absolutista sería un proceso importante para la modernización administrativa de ciertos países. En el campo militar, aunque tuvo algunas debilidades, fue responsable de cambios importantes. La centralización administrativa y financiera prácticamente extinguió a los ejércitos mercenarios, sin prescindir, sin embargo, del empleo de extranjeros. Creó una burocracia civil que ayudó mucho al mantenimiento de las fuerzas armadas. Desarrolló formas obligatorias de alistamiento que servirían como base para el servicio militar moderno. Al regular el alistamiento, redujo los viejos abusos. Financiaba y suministraba cantidades cada vez mayores. Finalmente, permitió la construcción de decenas de modernas fortificaciones. Sin embargo, con el absolutismo, el rey concentró todos los poderes, creando leyes sin la aprobación de la sociedad, además de impuestos y otros tributos según la situación, como un nuevo proyecto o guerra que surgiera. Además, el monarca interfería en los asuntos religiosos, en algunos casos controlando el clero de su país. Absolutismo y despotismo, aunque similares, difieren en que el absolutismo tiene una base teórica (Jean Bodin, Thomas Hobbes, Nicolás Maquiavelo) y el despotismo es una especie de corrupción del absolutismo, donde el monarca actúa deliberadamente sin ninguna preocupación teórica, social, política o religiosa; aunque pudiera recibir influencia de principios liberales en el Despotismo ilustrado.

### Declive de las Monarquías

Escudo tradicionalista con las flores de lis, muy usadas como símbolo del legitimismo monárquico contra las republicas.

Para las fechas de la Revolución francesa y las Guerras revolucionarias francesas, se encontraba en la mayor parte de Europa no un régimen monárquico tradicional, sino un absolutismo regalista y cesarista, que conservaba algunos principios religiosos, abajo en el orden social, pero que no los expresaba en el orden político, ni por sus tendencias ni por sus propósitos, la sociedad nueva que se formaba por la Revolución en presencia del antiguo régimen, trató de establecer una doctrina sincrética que diera por un momento enlace, al menos aparente, a los representantes de los dos principios, el del régimen que caía y el del que se levantaba, y vino la teoría de las dos Cámaras, una que representaba el principio aristocrático, que llamaban arcaico, y otra que representaba el principio innovador y popular, y nacieron dos partidos, a semejanza de las dos Cámaras: uno que representaba los principios del antiguo régimen, y otro que representaba las reformas del nuevo en son de la modernidad, triunfando estos últimos con la Primera República Francesa y dejando sepultada cualquier oportunidad de restauración de monarquía tradicional con la represión a movimientos reaccionarios como la Contrarrevolución de la Vendée, la instauración del Imperio Frances manteniendo el legado de conceptos revolucionarios como la soberanía nacional dentro del nuevo régimen monárquico, y la Restauración Francesa que condujo al advenimiento de una monarquía constitucional. Posteriormente la obra política de la Revolución francesa lego principalmente la destrucción de toda aquella serie de organismos intermedios- patrimonios familiares, gremios, universidades autónomas, municipios con bienes propios, administraciones regionales, el mismo patrimonio de la Iglesia- que como corporaciones protectoras se extendían entre el individuo y el Estado. Para los monárquicos tradicionalistas, el observar como había un poder que asume toda la soberanía tras las Revoluciones Liberales, les hizo pensar que el estado moderno no era más que un bárbaro absolutismo con otro nombre. El fin del Antiguo Régimen y la introducción del liberalismo, primero a nivel europeo tras las Revoluciones de 1848 y después a nivel global tras la Guerra Fría, pone fin a al régimen monárquico histórico, real y tradicional, creando el problema internacional que todavía hoy perdura como es la decadencia del movimiento monárquico tradicional.

La Primera Guerra Mundial, hasta entonces conocida como la Gran Guerra, genero la atroz consecuencia de la caída de cuatro imperios o "coronas religiosas" (el Imperio ruso de tradición ortodoxa, el Imperio alemán de tradición protestante, el Imperio otomano de tradición musulmana y el Imperio austrohúngaro de tradición católica), siendo el golpe de gracia de los que eran el reducto de lo que ya no tenía cabida en los tiempos modernos, la alianza entre el Trono y el Altar (religión y monarquía), que caracterizaba los últimos reductos de monárquicos tradicionales para esas fechas; además, termino poniendo a un imperio en el fin de su apogeo como potencia primordial (Reino Unido) y dando inicio a un nuevo imperio de carácter republicano, puritano y capitalista como eran los EEUU en camino a ser una Superpotencia internacional. Por otro lado, el estallido de la Revolución Bolchevique generando el auge del Movimiento socialista a nivel internacional, y la creación de la Sociedad de Naciones encaminando a un Nuevo Orden Mundial, donde los estados imperiales eran el reducto de lo que ya no tenía cabida en los tiempos modernos, inauguro la hegemonía del republicanismo cívico a nivel mundial y el laicismo se empoderaba como una tendencia. La Segunda Guerra Mundial solo terminaría por acabar a las ultimas monarquías existentes en Europa y Asia Oriental, y la derrota de las Potencias del Eje defensora del Fascismo (donde hubo algunas tendencias monarco-fascistas), termino dividiendo al mundo entre 2 propuestas revolucionarias, el Bloque capitalista y Bloque comunista, y genero como consecuencia la perdida de representación política del monarquismo en general, y al movimiento tradicionalista en particular. Los últimos reductos monárquicos en el Mundo árabe serían en su mayor parte desprestigiados tras las derrotas en las Guerras Arabe Israelies (surgida como consecuencia de la famosa Declaración Balfour, que sería el inicio de la futura creación del Estado de Israel en Tierra Santa, visto como una república ilegal e ilegítima por los movimientos monárquicos tradicionales, tanto católicos como musulmanes, además del judaísmo tradicionalista), y tras la Revolución egipcia de 1952, se suscitaría la Guerra Fría Árabe, una serie de conflictos en el mundo árabe entre las nuevas repúblicas bajo el liderazgo de Gamal Abdel Nasser de Egipto, defendiendo el nacionalismo árabe, el socialismo árabe y el pan-islamismo, contra los reinos más tradicionalistas, liderados por el rey Faisal de Arabia Saudí, que sin embargo, apoyaba el modernismo islámico con la doctrina wahabista y el salafismo para fundamentar la Monarquía absoluta.

Escudo de armas usado por el Carlismo, movimiento que pide la restauración de la Monarquía Tradicional en España.

### En la actualidad
"Europa es mecanismo, neutralización del poder, coexistencia de credos, paganización de la moral, absolutismo, democracias, liberalismos, guerras nacionales o de familias, concepción abstracta del hombre, Sociedad de Naciones, ONU, parlamentarismo, constitucionalismo liberal, protestantismo, repúblicas, soberanías ilimitadas de príncipes o de pueblos. La Cristiandad era organicismo social, visión cristiana del poder, unidad de fe católica, poderes templados, cruzadas misioneras, concepción del hombre como ser concreto, cortes representativas de la realidad social entendida en cuerpo místico, sistema de libertades concretas. O sea, dos civilizaciones y dos culturas contrarias: Europa, la civilización de la Revolución; la Cristiandad, la civilización de la Tradición cristiana."
-Elías de Tejada, Qué es el Carlismo

Durante gran parte del siglo XIX e incluso a finales del siglo XX, los monárquicos tradicionalistas siguieron subrayando su posición equidistante contra una monarquía tanto Constitucional como Absoluta, al reclamar que la Monarquía Tradicional y auténtica fue sacrificada por el Regalismo y la doctrina de Razón de Estado, influyente en el pombalismo portugues, las Reformas borbonicas españolas o el josefinismo austríaco y galicanismo francés que instauraron el absolutismo ilustrado, y por el republicanismo de las Revoluciones Liberales que seguiría degenerando el monarquismo con "republicas coronadas", en referencia a la Monarquía constitucional y parlamentaria. Apoyándose en las tesis de Julio Meinvielle de "Tres revoluciones: protestante, liberal y comunista".
El movimiento pidiendo la restauración de una Monarquía Tradicional tuvo gran fuerza en Brasil entre 1920 y 1930, con la Ação Imperial Patrianovista, que creía en una "democracia orgánica" o "imperio orgánico".  Creían en un estado confesional católico y estaban dirigidos por Arlindo Veiga dos Santos, fundador de la acción.  El movimiento siempre estuvo vinculado a Pedro Henrique de Orléans y Bragança, entonces jefe de la Casa Imperial brasileña.
La doctrina sigue siendo defendida actualmente por el carlismo en España y Latinoamérica, por el miguelismo en Portugal, por el legitimismo en Francia, por el jacobismo en Reino Unido, por el Neoborbonismo en Italia, por los Rojaliści en Polonia,  y más tarde por el Integralismo Lusitano en Portugal. Sin embargo, en tiempos contemporáneos, solamente Bután (hasta 2008 cuando acepto una constitución) y en menor medida algunos sultanatos musulmanes como Omán o algunos reinos africanos como Suazilandia, reacios a modernizarse, pueden considerarse como cercanos a lo que alguna vez planteó la Monarquía Tradicional, siendo la Ciudad del Vaticano la única teocracia (además de católica) vigente en la actualidad. 